# Solecki Janka szinkronszerepeinek listája
Az alábbi lista Solecki Janka magyar színésznő és szinkronszínész munkásságát tartalmazza.

## Statisztika
Az Internetes Szinkron Adatbázis szerint Solecki a hangját kölcsönözte:
- 21 alkalommal Lily Rabe
- 21 alkalommal Janet Varney
- 14 alkalommal Liv Tyler
- 11 alkalommal Elizabeth Banks
- 11 alkalommal Laurie Holden
- 11 alkalommal Kate Bosworth
- 9 alkalommal Magdalena Cielecka
- 9 alkalommal Heather Graham
- 9 alkalommal Sarah Paulson
- 9 alkalommal Parker Posey magyar hangjának.

További magyar hangként 353 alkalommal játszott (2025 április).

## Filmek

### 2000-es évek előtt
| Év   | Magyar Cím                                       | Eredeti Cím                                 | Szerep                                              | Színész                       |
| ---- | ------------------------------------------------ | ------------------------------------------- | --------------------------------------------------- | ----------------------------- |
| 1940 | Ember a láthatáron                               | The Westerner                               | Jane Ellen Mathews                                  | Doris Davenport               |
| 1943 | A gyanú árnyékában                               | Shadow of a Doubt                           | Charlie                                             | Teresa Wright                 |
| 1944 | Anyámasszony katonája                            | Up in Arms                                  | Mary Morgan                                         | Constance Dowling             |
| 1946 | A londoni farkasnémber                           | She-Wolf of London                          | Carol Winthrop                                      | Jan Wiley                     |
| 1949 | Táncolj a Broadway-n!                            | The Barkleys of Broadway                    | Shirlene May                                        | Gale Robbins                  |
| 1950 | Barátom, Harvey                                  | Harvey                                      | Miss Kelly                                          | Peggy Dow                     |
| 1952 | Hans Christian Andersen                          | Hans Christian Andersen                     | Doro                                                | Zizi Jeanmaire                |
| 1954 | Brigadoon titka                                  | Brigadoon                                   | Jean Campbell                                       | Virginia Bosler               |
| 1954 | A három tolvaj                                   | I tre ladri                                 | Marietta Rossi                                      | Giovanna Ralli                |
| 1956 | Fiam, Néró                                       | Mio figlio Nerone                           | Poppea                                              | Brigitte Bardot               |
| 1956 | Gyilkos idő                                      | Voici le temps des assassins...             | Catherine                                           | Danièle Delorme               |
| 1957 | Délutáni szerelem                                | Love in the Afternoon                       | Ariane Chavasse                                     | Audrey Hepburn                |
| 1958 | A budapesti rém                                  | The Beast of Budapest                       | Földessy Marika                                     | Violet Rensing                |
| 1958 | Rohanva jöttek                                   | Some Came Running                           | Ginnie Moorehead                                    | Shirley MacLaine              |
| 1959 | Aranykezű Mária                                  | Marya-iskusnitsa                            | Aranykezű Mária                                     | Ninel Myshkova                |
| 1960 | Dávid és Góliát                                  | David e Golia                               | Merab                                               | Eleonora Rossi Drago          |
| 1961 | Éljen Itália!                                    | Viva l'Italia                               | Rosa                                                | Giovanna Ralli                |
| 1962 | Lelkel karneválja                                | Carnival of Souls                           | Mary Henry                                          | Candace Hilligoss             |
| 1962 | Mr. Hobbs szabadságra megy                       | Mr. Hobbs Takes a Vacation                  | Susan                                               | Natalie Trundy                |
| 1962 | A vadnyugat hőskora                              | How the West Was Won                        | Lilith "Lily Prescott"                              | Debbie Reynolds               |
| 1964 | Az erőszak                                       | The Outrage                                 | feleség                                             | Claire Bloom                  |
| 1964 | Férfivadászat                                    | La chasse à l'homme                         | Flora                                               | Bernadette Lafont             |
| 1964 | A keselyűk karmaiban                             | Unter Geiern                                | Annie Dillman                                       | Elke Sommer                   |
| 1965 | Mickey, az ász                                   | Mickey One                                  | Jenny                                               | Alexandra Stewart             |
| 1966 | A jégkirálynő                                    | Snezhnaya koroleva                          | Elsa hercegnő                                       | Irina Gubanova                |
| 1966 | Számadás                                         | La resa dei conti                           | az özvegy Kate Brokston Miller                      | Nieves Navarro Monica Strebel |
| 1966 | Winnetou és barátja, Old Firehand                | Winnetou und sein Freund Old Firehand       | Nso-csi                                             | Marie Versini                 |
| 1967 | Forró éjszakában                                 | In the Heat of the Night                    | Dolores Purdy                                       | Quentin Dean                  |
| 1967 | Útmutató házas férfiaknak                        | A Guide for the Married Man                 | Mrs Irma Johnson                                    | Sue Ana Langdon               |
| 1968 | Portugál kémkaland                               | Hammerhead                                  | Ivory                                               | Beverly Adams                 |
| 1968 | Viva Django                                      | Preparati la bara!                          | Mercedes                                            | Barbara Simon                 |
| 1971 | Hark, a vonatrabló                               | One More Train to Rob                       | Ah Troy                                             | France Nuyen                  |
| 1972 | A sárkány útja                                   | Meng long guo jiang                         | Chen Ching Hua                                      | Nora Miao                     |
| 1973 | Papírhold                                        | Paper Moon                                  | Imogene                                             | P. J. Johnson                 |
| 1974 | Az utca törvénye                                 | Il cittadino si ribella                     | Barbara                                             | Barbara Bach                  |
| 1975 | Fekete Emanuelle                                 | Emanuelle nera                              | Ann Danieli                                         | Karin Schubert                |
| 1975 | Zorro                                            | Zorro                                       | de la Serna úrnő                                    | Raika Juri                    |
| 1976 | Kiálts az ördögre                                | Shout at the Devil                          | Rosa O'Flynn (Oldsmith)                             | Barbara Parkins               |
| 1976 | Megölni való lány                                | Holka na zabití                             | Anna Sipolová                                       | Dagmar Havlová                |
| 1976 | Útkereső                                         | La meilleure façon de marcher               | Chantal                                             | Christine Pascal              |
| 1977 | Dr. Moreau szigete                               | The Island of Dr. Moreau                    | Maria                                               | Barbara Carrera               |
| 1977 | Kedves feleségem                                 | Cara sposa                                  | Adelina                                             | Agostina Belli                |
| 1977 | Smokey és a bandita                              | Smokey and the Bandit                       | Carrie                                              | Sally Field                   |
| 1977 | Sóhajok                                          | Suspiria                                    | Sara                                                | Stefania Casini               |
| 1978 | Egyszerű eset                                    | Une histoire simple                         | Anna                                                | Éva Darlan                    |
| 1978 | Ki öli meg Európa nagy konyhafőnökeit?           | Who Is Killing the Great Chefs of Europe?   | Natasha O'Brien                                     | Jacqueline Bisset             |
| 1978 | Mennyei napok                                    | Days of Heaven                              | Linda barátja                                       | Jackie Shultis                |
| 1979 | Fékevesztett erő                                 | Fast Company                                | Candy                                               | Judy Foster                   |
| 1979 | Hair                                             | Hair                                        | Jeannie                                             | Annie Golden                  |
| 1979 | Időről időre                                     | Jenny                                       | Karin de la Penha                                   |                               |
| 1979 | Meztelenek és bolondok                           | 1941                                        | Betty Douglas                                       | Dianne Kay                    |
| 1980 | Csillagporos emlékek                             | Stardust Memories                           | UFO-hívő                                            |                               |
| 1980 | Konstans                                         | Constans                                    | Grazyna                                             | Malgorzata Zajaczkowska       |
| 1980 | Smokey és a bandita 2.                           | Smokey and the Bandit II                    | Carrie "Béka"                                       | Sally Field                   |
| 1981 | Fantom az éjszakában                             | Nighthawks                                  | Pam                                                 | Hilary Thompson               |
| 1981 | Halloween 2.                                     | Halloween II                                | Janet Marshall                                      | Ana Alicia                    |
| 1982 | Forró rágógumi 4. – Szoknyavadászok angyalbőrben | Sapiches                                    | Eva                                                 | Bea Fiedler                   |
| 1983 | Nap, széna, eper                                 | Slunce, seno, jahody                        | Miluna                                              | Petra Pysová                  |
| 1983 | A Rózsaszín Párduc átka                          | Curse of the Pink Panther                   | Juleta Shane / Julie Morgan                         | Leslie Ash                    |
| 1984 | Amadeus                                          | Amadeus                                     | Lorl                                                | Cynthia Nixon                 |
| 1984 | Dűne                                             | Dune                                        | Irulan Corrino hercegnő                             | Virginia Madsen               |
| 1984 | Második műszak                                   | Swing Shift                                 | Jeannie Sherman                                     | Holly Hunter                  |
| 1984 | Volt egyszer egy Amerika                         | Once Upon a Time in America                 | Eve                                                 | Darlanne Fluegel              |
| 1985 | Forró rágógumi 6. – Állnak az árbocok            | Harimu Ogen                                 | Sherry                                              | Petra Morzé                   |
| 1985 | A nindzsa imája a halálért                       | Pray for Death                              | Aiko Saito                                          | Donna Kei Benz                |
| 1987 | Alkonytájt                                       | Near Dark                                   | Diamondback                                         | Jenette Goldstein             |
| 1987 | Babák                                            | Dolls                                       | Rosemary Bower                                      | Carolyn Purdy-Gordon          |
| 1987 | Botcsinálta tanerő                               | Summer School                               | Kim                                                 | Amy Stock-Poynton             |
| 1987 | Halálos fegyver                                  | Lethal Weapon                               | Dixie Prosti                                        | Lycia Naff Teresa Kadotani    |
| 1987 | Ima egy haldoklóért                              | A Prayer for the Dying                      | Anna                                                | Sammi Davis                   |
| 1987 | Robotzsaru                                       | RoboCop                                     | Anne Lewis rendőrnő                                 | Nancy Allen                   |
| 1988 | Camille Claudel                                  | Camille Claudel                             | Jessie Lipscomb                                     | Katrine Boorman               |
| 1988 | A kígyó és a szivárvány                          | The Serpent and the Rainbow                 | Marielle Duchamp                                    | Cathy Tyson                   |
| 1988 | Pumpkinhead – A bosszú démona                    | Pumpkinhead                                 | Tracy                                               | Cynthia Bain                  |
| 1989 | Dr. Jekyll és Mr. Hasfelmetsző                   | Edge of Sanity                              | Elisabeth Jekyll                                    | Glynis Barber                 |
| 1989 | Az ex-kommandós 2. – A maffia csapdájában        | Snake Eater II: The Drug Buster             | Dr. Pierce                                          | Michele Scarabelli            |
| 1989 | Nap, széna és pár pofon                          | Slunce, seno a pár facek                    | Miluna                                              | Petra Pysová                  |
| 1989 | Vásott szülők                                    | Parenthood                                  | Susan Buckman Huffner                               | Harley Jane Kozak             |
| 1989 | A vörös halál árnyékában                         | The Masque of the Read Death                | Rebecca Stephens                                    | Michelle McBride              |
| 1989 | Zűrös páros                                      | The Experts                                 | Bonnie                                              | Kelly Preston                 |
| 1990 | Kék kopó                                         | The Last of the Finest                      | Linda Daly                                          | Deborra-Lee Furness           |
| 1990 | Nagymenők                                        | Goodfellas                                  | Sandy                                               | Debi Mazar                    |
| 1990 | Az ördögűző 3.                                   | The Exorcist III                            | Mary Kinderman                                      | Zohra Lampert                 |
| 1990 | Ovizsaru                                         | Kindergarten Cop                            | Phoebe O'Hara nyomozó                               | Pamela Reed                   |
| 1990 | A tavasz meséje                                  | Conte de printemps                          | Jeanne                                              | Anne Teyssèdre                |
| 1991 | Harley Davidson és a Marlboro Man                | Harley Davidson and the Marlboro Man        | Suzie                                               | Kelly Hu                      |
| 1991 | Kicsi hősök                                      | Litle Heroes                                | Rachel Wilson                                       | Katherine Willis              |
| 1991 | Nap, széna, erotika                              | Slunce, seno, erotika                       | Miluna                                              | Petra Pysová                  |
| 1991 | Rögbi bunda                                      | Necessary Roughness                         | Lucy Draper                                         | Kathy Ireland                 |
| 1991 | Úton hazafelé                                    | Finding the Way Home                        | Arlene                                              | Beverly Garland               |
| 1991 | Villanásról villanásra                           | True Confections                            | Norma                                               | Jill Riley                    |
| 1992 | Szilveszteri durranások                          | Peter's Friends                             | Maggie Chester                                      | Emma Thompson                 |
| 1993 | Démoni játék – Az ördög kapujában                | Witchboard 2: The Devil's Doorway           | Susan                                               | Julie Michaels                |
| 1993 | Halálos szépség                                  | Blown Away                                  | Darla                                               | Kathleen Robertson            |
| 1993 | Tiszta románc                                    | True Romance                                | Alabama Whitman                                     | Patricia Arquette             |
| 1993 | Tökéletes célpont                                | Hard Target                                 | Natasha Binder                                      | Yancy Butler                  |
| 1994 | Ha magadra maradsz                               | One of Her Own                              | Toni Stroud                                         | Lori Loughlin                 |
| 1994 | A kezdetek – A Beatles hamburgi évad             | Backbeat                                    | Astrid Kirchherr                                    | Sheryl Lee                    |
| 1994 | Mi a f… van?                                     | S.F.W.                                      | Sandy Hooten                                        | Melissan Sullivan             |
| 1994 | Szerelem és árnyak                               | Of Love and Shadows                         | Irene                                               | Jennifer Connelly             |
| 1994 | Egy troll New Yorkban                            | A Troll in Central Park                     | Hilary                                              | Hayley Mills                  |
| 1994 | Üvegpajzs                                        | The Glass Shield                            | Deborah Fields                                      | Lory Petty                    |
| 1995 | Huszár a tetőn                                   | Le hussard sur le toit                      | Pauline de Théus                                    | Juliette Binoche              |
| 1995 | A könyvek hercege                                | Mimi wo sumaseba                            | Asako Tsukishima hangja                             | Shigeru Muroi                 |
| 1995 | Underground                                      | Underground                                 | Jelena, menyasszony                                 | Milena Pavlovic               |
| 1996 | Családi ünnep                                    | Un air de famille                           | Betty                                               | Agnès Jaoui                   |
| 1996 | Tébolyult szenvedély                             | Les Victimes                                | Claire                                              | Karin Viard                   |
| 1996 | Vadászat Lisára                                  | The Haunting of Lisa                        | Ellen Downey                                        | Cheryl Ladd                   |
| 1996 | Vadnyugati történet                              | Riders of the Purple Sage                   | Jane Withersteen                                    | Amy Madigan                   |
| 1996 | Végzetes látomások                               | Voice from the Grave                        | Terry Deveroux                                      | Kim Dickens                   |
| 1996 | Veszélyes hazugságok                             | Lying Eyes                                  | Amy Miller                                          | Cassidy Rae                   |
| 1997 | Agyament Harry                                   | Deconstructing Harry                        | Fay                                                 | Elisabeth Shue                |
| 1997 | Amikor a farok csóválja…                         | Wag the Dog                                 | Tracy Lime                                          | Kirsten Dunst                 |
| 1997 | Austin Powers                                    | Austin Powers: International Man of Mystery | Electric Psychedlic Pussycat Swingers Club pincérnő | Patricia Tallman              |
| 1997 | Bean – Az igazi katasztrófafilm                  | Bean                                        | Jennifer Langley                                    | Tricia Vessey                 |
| 1997 | Bolond szél fúj                                  | Fools Rush In                               | Cathy Stewart                                       | Suzanne Snyder                |
| 1997 | Boogie Nights                                    | Boogie Nights                               | Kori-bébi (Brandy)                                  | Heather Graham                |
| 1997 | Életem szerelme                                  | She's So Lovely                             | Lucinda                                             | Susan Traylor                 |
| 1997 | A házasságszerzők                                | The MatchMaker                              | újságírónő                                          | Nancy O'Brien                 |
| 1997 | Horror kemping                                   | Campfire Tales                              | Valerie                                             | Jennifer MacDonald            |
| 1997 | Irodai lányok                                    | Clockwatchers                               | Margaret Burre                                      | Parker Posey                  |
| 1997 | Kisvárosi intrikák                               | Littly City                                 | Kate                                                | Joanna Going                  |
| 1997 | Öld, ahogy éred!                                 | Mean Guns                                   | D                                                   | Kimberly Warren               |
| 1997 | Szex, csajok, Mallorca                           | Ballermann 6                                | Maja                                                | Diana Frank                   |
| 1997 | Washington Square                                | Washington Square                           | Catherine Sloper                                    | Jennifer Jason Leigh          |
| 1997 | A zsaru családja 2. – A hitszegők                | Breach of Faith: Family of Cops II          | Jackie Fein                                         | Angela Featherstone           |
| 1998 | Bérbosszú Bt. – Megfizetünk, ha megfizetnek      | Dirty Work                                  | Toni-Ann                                            | Polly Shannon                 |
| 1998 | Blackjack                                        | Blackjack                                   | Dr. Rachel Stein                                    | Kate Vernon                   |
| 1998 | A boldogságtól ordítani                          | Happiness                                   | Rhonda                                              | Anne Bobby                    |
| 1998 | Bűnös ártatlanság                                | Twist of Fate                               | Wendy Jorgensson                                    | Karen Elkin                   |
| 1998 | Diszkópatkányok                                  | A Night at the Roxbury                      | Vivica                                              | Gigi Rice                     |
| 1998 | Életem értelme                                   | One True Thing                              | Jules                                               | Lauren Graham                 |
| 1998 | Gyilkos félállásban                              | Sat sau ji wong                             | Kiki                                                | Gigi Leung                    |
| 1998 | Hadititok                                        | Secret défense                              | Véronique / Ludivine                                | Laure Marsac                  |
| 1998 | Hazugságok éjszakája                             | Hi-Life                                     | Maggie                                              | Daryl Hannah                  |
| 1998 | A Klán csapdájában                               | Ambushed                                    | pincérnő                                            | Kenya Bennett                 |
| 1998 | Kör                                              | Ringu                                       | Kurahasi Maszami                                    | Hitomi Satou                  |
| 1998 | Követés                                          | Following                                   | szőke nő                                            | Lucy Russell                  |
| 1998 | Kuki                                             | Pecker                                      | Shelley                                             | Christina Ricci               |
| 1998 | Logan bosszúja                                   | Logan's War: Bound by Honor                 | Janice Taylor                                       | Stephanie Rogers              |
| 1998 | Lost in Space – Elveszve az űrben                | Lost in Space                               | Dr. Judy Robinson                                   | Heather Graham                |
| 1998 | Macska-jaj                                       | Crna macka, beli macor                      | Dadan nője                                          |                               |
| 1998 | Merlin                                           | Merlin                                      | Guinevra                                            | Lena Headey                   |
| 1998 | Mióta elmentél…                                  | Since You've Been Gone                      | Mollie Rusk                                         | Joy Gregory                   |
| 1998 | A nevelőnő                                       | The Governess                               | Lily Milk                                           | Arlene Cockburn               |
| 1998 | Nico, az unikornis                               | Nico the Unicorn                            | Julie Hastings                                      | Anne Archer                   |
| 1998 | Az óceánjáró zongorista legendája                | La leggenda del pianista sull'oceano        | a lány                                              | Mélanie Thierry               |
| 1998 | Penge                                            | Blade                                       | Mercury                                             | Arly Jover                    |
| 1998 | Perlekedő szerelem                               | What Rats Won't Do                          | Mirella                                             | Parker Posey                  |
| 1998 | Pi                                               | Pi                                          | Jenny Robeson                                       | Lauren Fox                    |
| 1998 | Pleasantville                                    | Pleasantville                               | Margaret Henderson                                  | Marley Shelton                |
| 1998 | Pokoljárás                                       | Black Cat Run                               | Sara Jane Bronnel                                   | Amelia Heinle                 |
| 1998 | Szeress, ha tudsz!                               | Playing by Heart                            | Jane                                                | Kellie Waymire                |
| 1998 | A szexi csapat: Kincsvadászok                    | L.E.T.H.A.L. Ladies: Return to Savage Beach | Sofia                                               | Carrie Westcott               |
| 1998 | Sztárral szemben                                 | Celebrity                                   | szupermodell                                        | Charlize Theron               |
| 1998 | Születésnap                                      | Festen                                      | Pia                                                 | Trine Dyrholm                 |
| 1998 | A terror háza                                    | Dream House                                 | Jenny Thornton                                      | Lisa Jakub                    |
| 1998 | Vad vágyak                                       | Wild Things                                 | Nicole Beach                                        | Toi Svane Stepp               |
| 1998 | A város kissé bogaras                            | Bug Buster                                  | Veronica Hart                                       | Meredith Salenger             |
| 1998 | Visszatérés a Paradicsomba                       | Return to Paradise                          | Kerrie                                              | Vera Farmiga                  |
| 1999 | A 13. harcos                                     | The 13th Warrior                            | Olga, a szolgálólány                                | Maria Bonnevie                |
| 1999 | Álarcos komédia                                  | The White River Kid                         | Apple Lisa                                          | Kim Dickens                   |
| 1999 | Amerikai szépség                                 | American Beauty                             | Angela Hayes                                        | Mena Suvari                   |
| 1999 | Az asztronauta                                   | The Astronaut's Wife                        | Jillian Armacost                                    | Charlize Theron               |
| 1999 | Az átok                                          | The Haunting                                | Mary Lambetty                                       | Alix Koromzay                 |
| 1999 | Austin Powers 2.                                 | Austin Powers: The Spy Who Shagged Me       | Felicity Jóldug                                     | Heather Graham                |
| 1999 | Beowulf – A sötétség harcosa                     | Beowulf                                     | Pendra                                              | Patricia Velasquez            |
| 1999 | Carla új élete                                   | The Other Side                              | ingyenmintás lány                                   | Shiri Appleby                 |
| 1999 | Csődtömeg                                        | Rogue Trader                                | Lisa Leeson                                         | Anna Friel                    |
| 1999 | Az egyetlen                                      | Den eneste ene                              | Mulle                                               | Sofie Gråbøl                  |
| 1999 | Észvesztő                                        | Girl, Interrupted                           | Margie nővér                                        | Christina Myers               |
| 1999 | Az évszázad gyermekei                            | Les enfants du siècle                       | Aimée d'Alton                                       | Isabelle Carré                |
| 1999 | Hajótöröttek szigete                             | Tribe                                       | Lucille Fournier                                    | Rachel Blakely                |
| 1999 | Ideglelés – The Blair Witch Project              | The Blair Witch Project                     | Heather Donahue                                     | Heather Donahue               |
| 1999 | Így még nem szerettem senkit                     | Come te nessuno mai                         | Arianna                                             | Diane Fleri                   |
| 1999 | Inferno – A bűnös város                          | Inferno                                     | Dottie Matthews                                     | Jaime Pressly                 |
| 1999 | A jófiúk egyedül hálnak                          | Nice Guys Sleep Alone                       | Bridget                                             | Chelsea Bond                  |
| 1999 | A Kelet az Kelet                                 | East Is East                                | Stella Moorhouse                                    | Emma Rydal                    |
| 1999 | A kincses sziget                                 | Treasure Island                             | szajha                                              | Sarah Holland                 |
| 1999 | Kis angyalkák karácsonya                         | The Brightest Christmas                     | Angelica hangja                                     |                               |
| 1999 | Kleopátra                                        | Cleopatra                                   | Arsinoe                                             | Kassandra Voyagis             |
| 1999 | A kör 2. – A félelem                             | Ringu 2                                     | Kurahasi Maszami                                    | Hitomi Satou                  |
| 1999 | Kutyám, Jerry Lee 2.                             | K-911                                       | lány a parkban uszkárral                            | Susanna Puisto                |
| 1999 | Lány a hídon                                     | La fille sur le pont                        | Adèle                                               | Vanessa Paradis               |
| 1999 | Luna Papa                                        | Luna Papa                                   | Zube                                                | Lola Mirzorakhimova           |
| 1999 | Mansfield Park                                   | Mansfield Park                              | Maria Bertram                                       | Victoria Hamilton             |
| 1999 | Oltári vőlegény                                  | The Bachelor                                | Natalie Arden                                       | Marley Shelton                |
| 1999 | Pár-baj                                          | Body Shots                                  | Sara Olswang                                        | Tara Reid                     |
| 1999 | A rettegés tornya                                | Lighthouse                                  | Dr. Kirsty McCloud                                  | Rachel Shelley                |
| 1999 | Személycsere                                     | Switched at Birth                           | Linda Wells                                         | Rosanna Arquette              |
| 1999 | Szenvedély                                       | Passion                                     | Alfhild de Luce                                     | Claudia Karvan                |
| 1999 | Szex, tenger, videó                              | All the Way                                 | Anna                                                | Elizabeth Flemming            |
| 1999 | A szörny                                         | Lake Placid                                 | Sharon Gare rendőr                                  | Meredith Salenger             |
| 1999 | Szupersztár                                      | Superstar                                   | Maria Ganitisis                                     | Jennifer Irwin                |
| 1999 | Tiniboszik                                       | Teen Sorcery                                | Mercedes                                            | Lexa Doig                     |
| 1999 | Viharfelhők                                      | Storm Catcher                               | Jessica Holloway                                    | Kylie Bax                     |
| 1999 | Warlock 3. – Az elveszett ártatlanság            | Robin                                       | Boti Bliss                                          |                               |

### 2000-es évek
| A 2000-es évek | A 2000-es évek                                     | A 2000-es évek                                 | A 2000-es évek                   | A 2000-es évek              |
| Év             | Magyar cím                                         | Eredeti cím                                    | Szerep                           | Színész                     |
| -------------- | -------------------------------------------------- | ---------------------------------------------- | -------------------------------- | --------------------------- |
| 2000           | Az angyalok háborúja 3. – Az arkangyal szárnyalása | The Prophecy 3: The Ascent                     | Maggie                           | Kayren Butler               |
| 2000           | Az aranygyapjú legendája                           | Jason and the Argonauts                        | Medea                            | Jolene Blalock              |
| 2000           | Atlantisz legendája                                | The Legend of Atlantis                         | Elan hangja                      |                             |
| 2000           | A csajozás ásza                                    | The Ladies Man                                 | Honey DeLune                     | Tiffani Thiessen            |
| 2000           | Csali                                              | Bait                                           | Lisa Hill                        | Kimberly Elise              |
| 2000           | D, a vámpírvadász                                  | Banpaia hanta D                                | Leila hangja                     | Pamela Adlon                |
| 2000           | Dögölj meg, drága Mona!                            | Drowning Mona                                  | Shirley                          | Melissa McCarthy            |
| 2000           | Élet mindenáron                                    | Musíme si pomáhat                              | Marie Cizková                    | Anna Sisková                |
| 2000           | Gengszterek fogadója                               | Blinkende lygter                               | Therese                          | Iben Hjejle                 |
| 2000           | Gyilkos ösztön                                     | Sanctimony                                     | Eve                              | Tanja Reichert              |
| 2000           | Hajrá, csajok!                                     | Bring It On                                    | Torrance Shipman                 | Kirsten Dunst               |
| 2000           | Hideglelés – Bare Wench Project                    | The Bare Wench Project                         | Chloe                            | Julie K. Smith              |
| 2000           | Holnap egy új nap                                  | Ça ira mieux demain                            | Marie                            | Isabelle Carré              |
| 2000           | Homokember hadművelet – Harcosok a pokolban        | Operation Sandman                              | Winslow közlegény                | Persia White                |
| 2000           | Kelet vadnyugat                                    | South of Heaven, West of Hell                  | Adalyne Dunfries                 | Bridget Fonda               |
| 2000           | Kevin és Perry a csúcsra tör                       | Kevin & Perry Go Large                         | Sharon                           | Amelia Curtis               |
| 2000           | Kiss Kiss (Bang Bang)                              | Kiss Kiss (Bang Bang)                          | Kat                              | Sienna Guillory             |
| 2000           | A legszebb karácsonyi ajándék                      | The Ultimate Christmas Present                 | Mary Jo anyja                    | Angela Moore                |
| 2000           | Lúzer                                              | Loser                                          | Dora Diamond                     | Mena Suvari                 |
| 2000           | A nagy húsvéti tojásvadászat                       | The Great Easter Egg Hunt                      | Tündérke hangja                  |                             |
| 2000           | Nősténykommandó                                    | The Expendables                                | Ver                              | Idalis DeLeon               |
| 2000           | A nyugodt város                                    | La ville est tranquille                        | Fiona                            | Julie-Marie Parmentier      |
| 2000           | Örvénylő vizeken                                   | The Weight of Water                            | Maren Hontvedt                   | Sarah Polley                |
| 2000           | Sátánka – Pokoli poronty                           | Little Nicky                                   | Valerie Horan                    | Patricia Arquette           |
| 2000           | A sejt                                             | The Cell                                       | Julia Hickson                    | Tara Subkoff                |
| 2000           | Sikoly 3.                                          | Scream 3                                       | Sarah Darling                    | Jenny McCarthy              |
| 2000           | A sötét kék erők                                   | The Thin Blue Lie                              | Kate Johnson                     | Cynthia Preston             |
| 2000           | A szerelem ideje                                   | Gripsholm                                      | Billie                           | Jasmin Tabatabai            |
| 2000           | Szökőárban                                         | Intrepid                                       | Shannon hajóigazgató             | Julie McCullough            |
| 2000           | Traffic                                            | Traffic                                        | Vanessa                          | Majandra Delfino            |
| 2000           | Végső állomás                                      | Final Destination                              | Christa Marsh                    | Lisa Marie Caruk            |
| 2001           | 15 perc hírnév                                     | 15 Minutes                                     | Rose Hearn                       | Charlize Theron             |
| 2001           | A 666-os út                                        | Route 666                                      | Steph                            | Lori Petty                  |
| 2001           | Aki bújt, aki nem                                  | Jeepers Creepers                               | Trish Jenner                     | Gina Philips                |
| 2001           | Amazonok és gladiátorok                            | Amazons and Gladiators                         | Serena                           | Nichole Hiltz               |
| 2001           | Anyádat is                                         | Y tu mamá también                              | Ana Morelos                      | Ana López Mercado           |
| 2001           | Békakirályfi                                       | Prince Charming                                | Kate                             | Christina Applegate         |
| 2001           | Betépve                                            | Blow                                           | Maria                            | Monet Mazur                 |
| 2001           | Charlotte Gray                                     | Charlotte Gray                                 | Daisy                            | Abigail Cruttenden          |
| 2001           | Elit harcosok                                      | The Elite                                      | Lena                             | Maxine Bahns                |
| 2001           | Esküvő monszun idején                              | Monsoon Wedding                                | Aditi Verma                      | Vasundhara Das              |
| 2001           | Eszement Freddy                                    | Freddy Got Fingered                            | recepciós Davidson irodájában    | Drew Barrymore              |
| 2001           | Fűre tépni szabad                                  | How High                                       | Lauren                           | Lark Voorhies               |
| 2001           | A Gyűrűk Ura: A Gyűrű Szövetsége                   | The Lord of the Rings: Fellowship of the Ring  | Arwen                            | Liv Tyler                   |
| 2001           | Halálos iramban                                    | The Fast and the Furious                       | Letty                            | Michelle Rodriguez          |
| 2001           | Horrorra akadva 2.                                 | Scary Movie 2                                  | Theo                             | Kathleen Robertson          |
| 2001           | Húgom, nem húgom                                   | Say It Isn't So                                | Gina                             | Sarah Silverman             |
| 2001           | Isten nagy, én kicsi vagyok                        | Dieu est grand, je suis toute petite           | Cécile                           | Saskia Mulder               |
| 2001           | A jégszívű                                         | Cold Heart                                     | Julia                            | Hudson Leick                |
| 2001           | Kánikula                                           | Hundstage                                      | exfeleség                        | Claudia Martini             |
| 2001           | Ki tudja?                                          | Va savoir                                      | Dominique "Do"                   | Hélène de Fougerolles       |
| 2001           | Kihevered, haver!                                  | Get Over It                                    | Kelly Woods                      | Kirsten Dunst               |
| 2001           | Kiképzés                                           | Training Day                                   | Lisa                             | Charlotte Ayanna            |
| 2001           | Kismocsok                                          | Joe Dirt                                       | Jill                             | Jaime Pressly               |
| 2001           | Kutyafuttában                                      | See Spot Run                                   | Cassavettes                      | Kim Hawthorne               |
| 2001           | Lélekgyilkos                                       | Soul Assassin                                  | Rosalind Bremmond                | Katherine Lang              |
| 2001           | Mária nővér mindent megmagyaráz                    | Sister Mary Explains It All                    | Angela DiMarco                   | Laura San Giacomo           |
| 2001           | Nőstény gladiátorok                                | The Arena                                      | Jessemina                        | Karen McDougal              |
| 2001           | Rád vagyok kattanva                                | Down to You                                    | Lana                             | Rosario Dawson              |
| 2001           | Rocksztár                                          | Rock Star                                      | Cassie                           | Stacy Bellew                |
| 2001           | Szánon nyert örökség                               | Kevin of the North                             | Bonnie Livengood                 | Natasha Henstridge          |
| 2001           | Szexi fiúk                                         | Sexy Boys                                      | Clarisse                         | Violette Palcossian         |
| 2001           | Szívtiprók                                         | Heartbreakers                                  | Page Conners                     | Jennifer Love Hewitt        |
| 2001           | Testőrzsaru                                        | Guardian                                       | Shauna                           | Kelly Haren                 |
| 2001           | Törvényen kívül                                    | American Outlaws                               | Zerelda "Zee" Mimms              | Ali Larter                  |
| 2001           | Vad kanok                                          | Tomcats                                        | Jill                             | Heather Stephens            |
| 2001           | Vadméhek                                           | Divoké vcely                                   | Bozka                            | Tatiana Dyková              |
| 2001           | Vészkód – A Rubicon összeesküvés                   | Code Red                                       | Joyce Darwin hadnagy             | Marjean Holden              |
| 2002           | 24 óra egy asszony életéből                        | 24 heures de la vie d'une femme                | Olivia                           | Bérénice Bejo               |
| 2002           | Ali G Indahouse                                    | Ali G Indahouse                                | Kate Hedges                      | Rhona Mitra                 |
| 2002           | Álmomban már láttalak                              | Maid in Manhattan                              | Caroline Lane                    | Natasha Richardson          |
| 2002           | Amerikában                                         | In America                                     | Sarah                            | Samantha Morton             |
| 2002           | Anyám a lányokat szereti                           | A mi madre le gustan las mujeres               | Sol                              | Silvia Abascal              |
| 2002           | Birodalom                                          | Empire                                         | Trish                            | Denise Richards             |
| 2002           | Börtönbosszú                                       | The Escapist                                   | Christine                        | Jodhi May                   |
| 2002           | Carrie                                             | Carrie                                         | Carietta "Carrie" White          | Angela Bettis               |
| 2002           | Chicago                                            | Chicago                                        | Mona                             | Mya                         |
| 2002           | A csapda mélyén                                    | No Good Deed                                   | Erin                             | Milla Jovovich              |
| 2002           | Démoni szerető                                     | Demonlover                                     | Diane de Monx                    | Connie Nielsen              |
| 2002           | Egy csók és más minden                             | Just a Kiss                                    | Rebecca                          | Marley Shelton              |
| 2002           | Egy fiúról                                         | About a Boy                                    | Angie                            | Isabel Brook                |
| 2002           | Egy velencei csibész Amerikába megy                | Johan Padan a la descoverta de le Americhe     | Ana                              |                             |
| 2002           | Egy veszedelmes elme vallomásai                    | Confessions of a Dangerous Mind                | Georgia                          | Jennifer Hall               |
| 2002           | Ez volt a magány                                   | La soledad era esto                            | Bárbara                          | Kira Miró                   |
| 2002           | Gyilkos vipera                                     | Project Viper                                  | Sid Bream                        | Tamara Davies               |
| 2002           | Gyönyörű mocsokságok                               | Dirty Pretty Things                            | Juliette                         | Sophie Okonodo              |
| 2002           | A Gyűrűk Ura: A két torony                         | The Lord of the Rings: Two Towers              | Arwen                            | Liv Tyler                   |
| 2002           | A házimaci                                         | The Country Bears                              | Krystal                          | Krystal                     |
| 2002           | Holly Woody történet                               | Hollywood Ending                               | Sharon Bates                     | Tiffani Thiessen            |
| 2002           | Hullámhegy                                         | Swept Away                                     | Debi                             | Elizabeth Banks             |
| 2002           | Isten városa                                       | Cidade de Deus                                 | Tökmag felesége                  | Karina Falcao               |
| 2002           | Kaszás                                             | Slash                                          | Karen                            | Milan Murray                |
| 2002           | Különvélemény                                      | Minority Report                                | Agatha                           | Samantha Morton             |
| 2002           | Laza csávók                                        | Pretty Cool                                    | Stacy                            | Summer Altice               |
| 2002           | Magassági mámor                                    | Killing Me Softly                              | Michelle                         | Rebecca R. Palmer           |
| 2002           | Nagy franc a kis francia                           | Slap Her... She's French                       | Genevieve el Plouff              | Piper Perabo                |
| 2002           | Napóleon                                           | Napoléon                                       | Eleanore Denuelle                | Jessica Paré                |
| 2002           | New York bandái                                    | Gangs of New York                              | Miss Schermerhorn                | Lucy Davenport              |
| 2002           | Ők                                                 | They                                           | Julia Lund                       | Laura Regan                 |
| 2002           | Az órák                                            | The Hours                                      | Julia Vaughan                    | Claire Danes                |
| 2002           | Reszkessetek, betörők! 4.                          | Home Alone 4                                   | Natalie                          | Joanna Going                |
| 2002           | S1m0ne                                             | S1m0ne                                         | Simone                           | Rachel Roberts              |
| 2002           | Sonny                                              | Sonny                                          | Carol                            | Mena Suvari                 |
| 2002           | Szmokinger                                         | The Tuxedo                                     | Del Blaine                       | Jennifer Love Hewitt        |
| 2002           | Tengerpart                                         | Bord de mer                                    | Lilas                            | Audrey Bonnet               |
| 2002           | Tökös csaj                                         | The Hot Chick                                  | Jessica Spencer / Clive          | Rachel McAdams              |
| 2002           | Úttalan út                                         | Interstate 60: Episodes of the Road            | Sally                            | Melyssa Ade                 |
| 2002           | Virtuális vagyonszerzők                            | The First $20 Million Is Always the Hardest    | Robin                            | Chandra West                |
| 2002           | Vitathatatlan                                      | Undisputed                                     | Tawnee Rawlins                   | Rose Rollins                |
| 2003           | Add a lóvét, öreganyám!                            | Lady Killers                                   | Charlene                         | Nikki Schieler Ziering      |
| 2003           | Államfőnök                                         | Head of State                                  | Lisa Clark                       | Tamala Jones                |
| 2003           | Augustus                                           | Imperium: Augustus                             | Livia fiatalon                   | Martina Stella              |
| 2003           | Coronado                                           | Coronado                                       | Claire Winslow                   | Kristin Dattilo             |
| 2003           | Csak az a szex                                     | Anything Else                                  | Amanda                           | Christina Ricci             |
| 2003           | Drogtanya                                          | Wonderland                                     | Dawn Schiller                    | Kate Bosworth               |
| 2003           | Elefánt                                            | Elephant                                       | Carrie                           | Carrie Finklea              |
| 2003           | Faragjunk férfit!                                  | The Shape of Things                            | Jenny                            | Gretchen Mol                |
| 2003           | A fenevad gyomrában                                | Belly of the Beast                             | Sara Winthorpe                   | Elidh MacQueen              |
| 2003           | Flört a fellegekben                                | View from the Top                              | Donna Jensen                     | Gwyneth Paltrow             |
| 2003           | A Gyűrűk Ura: A király visszatér                   | The Lord of the Rings: Return of the King      | Arwen                            | Liv Tyler                   |
| 2003           | Holtodiglan                                        | Devil's Pond                                   | Julianne                         | Tara Reid                   |
| 2003           | Időzsaru 2. – Verseny az idővel                    | Timecop: The Berlin Decision                   | Tyler Jeffers                    | Tava Smiley                 |
| 2003           | Az ítélet eladó                                    | Runaway Jury                                   | Lydia Deets                      | Corri English               |
| 2003           | Jégvihar                                           | Frozen Impact                                  | Debbie nővér                     | Leigh-Allyn Baker           |
| 2003           | Körbebástyázva                                     | Good Fences                                    | Tina                             | Marlyne Afflack             |
| 2003           | Kórhatár                                           | Do or Die                                      | Ruth Hennessey                   | Polly Shannon               |
| 2003           | Leány gyöngy fülbevalóval                          | Girl with a Pearl Earring                      | Griet                            | Scarlett Johansson          |
| 2003           | Mirelit macsók                                     | Männer häppchenweise                           | Doris Engel                      |                             |
| 2003           | Műanyag szerető                                    | Love Object                                    | Lisa Bellmer                     | Melissa Sagemiller          |
| 2003           | Napsütötte Toszkána                                | Under the Tuscan Sun                           | Grace                            | Kate Walsh                  |
| 2003           | Olvadáspont                                        | Descongélate!                                  | Iris                             | Candela Pena                |
| 2003           | A professzor                                       | Out for a Kill                                 | Tommie Ling                      | Michelle Goh                |
| 2003           | Rablójárat                                         | Rapid Exchange                                 | Sophie                           | Aviva Gale                  |
| 2003           | Rágcsálók 2. – Az új támadás                       | Rats                                           | Samantha / Jennifer              | Sara Downing                |
| 2003           | Rekonstrukció                                      | Reconstruction                                 | Nan Sand                         | Helle Fagralid              |
| 2003           | Sakk-matt                                          | Entrusted                                      | Catherine Lamiel                 | Claire Keim                 |
| 2003           | Swimming Pool                                      | Swimming Pool                                  | Julie                            | Ludivine Sagnier            |
| 2003           | Szépséges fiatalság                                | La meglio gioventú                             | Giorgia Esposti                  | Jasmine Trinca              |
| 2003           | Torremolinos 73 – Szex, hazugság, super8-as        | Torremolinos 73                                | Vanessa                          | Malena Alterio              |
| 2003           | Trója – Háború egy asszony szerelméért             | Helen of Troy                                  | Klütaimnésztra                   | Katie Blake                 |
| 2003           | Tűréshatár                                         | Threshold                                      | Julie                            | Joanne Boland               |
| 2003           | United                                             | United                                         | Anna                             | Berte Rommetveit            |
| 2003           | Végső állomás 2.                                   | Final Destination 2                            | Kat Jennings                     | Keegan Connor Tracy         |
| 2003           | Zöld hentesek                                      | De gronne slagtere                             | Astrid                           | Line Kruse                  |
| 2003           | Zsernyákok                                         | Kopps                                          | Jacob első randija               | Paula McManus               |
| 2004           | Amerika kommandó: Világrendőrség                   | Team America: World Police                     | Liv Tyler hangja                 | Liv Tyler                   |
| 2004           | Apja lánya                                         | Jersey Girl                                    | Gertrude Steiney                 | Jennifer Lopez              |
| 2004           | Balto 3.                                           | Balto III: Wings of Change                     | Dusty                            | Charity James               |
| 2004           | Bátrak harca – Az új Franciaország                 | Nouvelle-France                                | Marie-Loup Carignan              | Noémie Godin-Vigneau        |
| 2004           | Belső útvesztő                                     | The I Inside                                   | Anna                             | Piper Perabo                |
| 2004           | Birkanyírás 2.                                     | Barbershop 2: Back in Business                 | Jennifer                         | Jazsmin Lewis               |
| 2004           | Bobby Long                                         | A Love Song for Bobby Long                     | Pursy Will                       | Scarlett Johansson          |
| 2004           | Bunyó hunyó                                        | Slammed                                        | Shane Masters                    | Josie Davis                 |
| 2004           | D.E.B.S. – Kémcsajok                               | D.E.B.S.                                       | Amy                              | Sara Foster                 |
| 2004           | Deep Impact 2. – A becsapódás után                 | Post Impact                                    | Sandra Parker                    | Cheyenne Rushing            |
| 2004           | El Lobo – A farkas                                 | El Lobo                                        | Begona                           | Silvia Abascal              |
| 2004           | Feketék fehéren                                    | White Chicks                                   | Shaunice                         | Drew Sidora                 |
| 2004           | Flúgos járat                                       | Soul Plane                                     | Barbara                          | Missi Pyle                  |
| 2004           | Fűrész                                             | Saw                                            | Alison Gordon                    | Monica Potter               |
| 2004           | A gépész                                           | El maquinista                                  | Stevie                           | Jennifer Jason Leigh        |
| 2004           | Haláli hullák hajnala                              | Shaun of the Dead                              | Liz                              | Kate Ashfield               |
| 2004           | Húgocskám                                          | Kleine Schwester                               | Katrin Rubakow                   | Maria Simon                 |
| 2004           | Kidobós: Sok flúg disznót győz                     | Dodgeball: A Tru Underdog Story                | Kate Veatch                      | Christine Taylor            |
| 2004           | Menedék                                            | Haven                                          | Sheila                           | Joy Bryant                  |
| 2004           | Mint egy angyal                                    | Comme une image                                | Karine Cassard                   | Virginie Desarnauts         |
| 2004           | Nézz az égre!                                      | Head in the Clouds                             | Gilda Bessé                      | Charlize Theron             |
| 2004           | Ray                                                | Ray                                            | Mary Ann Fisher                  | Aunjanue Ellis-Taylor       |
| 2004           | S.O.S. Mallorca                                    | Hai-Alarm auf Mallorca                         | Tina Stein                       | Simone Hanselmann           |
| 2004           | Se barátság, se szerelem                           | We Don't Live Here Anymore                     | Edith Evans                      | Naomi Watts                 |
| 2004           | Starsky és Hutch                                   | Starsky & Hutch                                | Holly                            | Amy Smart                   |
| 2004           | Szégyen és gyalázat                                | A Dirty Shame                                  | Caprice                          | Selma Blair                 |
| 2004           | Terror a sziklák közt                              | Wilderness Survival for Girls                  | Kate                             | Ali Humiston                |
| 2004           | Testcserés támadás                                 | Eine verflixte Begegnung im Mondschein         | Claudia Broglia                  | Sandra S. Leonhard          |
| 2004           | Vasakaratú angyalok                                | Iron Jawed Angels                              | Lucy Burns                       | Frances O’Connor            |
| 2005           | Ádám és Éva                                        | Adam and Eve                                   | Cindy                            | Brianna Brown               |
| 2005           | Amerikai pite 4. – A zenetáborban                  | American Pie Presents Band Camp                | Elyse Houston                    | Arielle Kebbel              |
| 2005           | A Bermuda-háromszög rejtélye                       | The Triangle                                   | Helen Paloma                     | Lisa Brenner                |
| 2005           | Bobby, a hűséges terrier                           | The Adventure of Greyfriars Bobby              | Ada Adams                        | Kirsty Mitchell             |
| 2005           | Csalóból csali                                     | King's Ransom                                  | Kim Baker                        | Leila Arcieri               |
| 2005           | Csendestárs                                        | Silent Partner                                 | Dina Nevskaya                    | Tara Reid                   |
| 2005           | Dee Dee Rutherford                                 | The Trouble with Dee Dee                       | Barb                             | Debbie Kellogg              |
| 2005           | Domino                                             | Domino                                         | Domino Harvey                    | Keira Knightley             |
| 2005           | Duane második esélye                               | Duanne Hopwood                                 | Linda                            | Janeane Garofalo            |
| 2005           | Egy dühös asszony naplója                          | Diary of a Mad Black Woman                     | Brenda                           | Lisa Marcos                 |
| 2005           | Elizabethtown                                      | Elizabethtown                                  | Heather Baylor                   | Judy Greer                  |
| 2005           | Elvis                                              | Elvis                                          | Ann-Margret                      | Rose McGowan                |
| 2005           | Facér Jimmy                                        | Lonesome Jim                                   | Anika                            | Liv Tyler                   |
| 2005           | Fűrész II.                                         | Saw II                                         | Amanda Young                     | Shawnee Smith               |
| 2005           | Jó estét, jó szerencsét!                           | Good Nicht, and Good Luck.                     | Millie Lerner                    | Rose Abdoo                  |
| 2005           | A Grönholm-módszer                                 | El método                                      | Montse                           | Natalia Verbeke             |
| 2005           | Gyilkos cápák – Veszedelmes vizeken                | Spring Break Shark Attack                      | Danielle Harrison                | Shannon Lucio               |
| 2005           | Habostorta                                         | Cake                                           | Pippa McGee                      | Heather Graham              |
| 2005           | A halál alagútja                                   | Death Tunnel                                   | Heather                          | Steffany Huckaby            |
| 2005           | Halálos titkok                                     | Confession                                     | Robin Mallory nyomozó            | Kate Vernon                 |
| 2005           | Harry Potter és a Tűz Serlege                      | Harry Potter and the Goblet of Fire            | Rita Vitrol                      | Miranda Richardson          |
| 2005           | Házasság a négyzeten                               | Trust the Man                                  | Pamela                           | Dagmara Domińczyk           |
| 2005           | Hervadó virágok                                    | Broken Flowers                                 | Penny                            | Tilda Swinton               |
| 2005           | A hét kard legendája                               | Qi jian                                        | Zöld Gyöngy                      | So-yeon Kim                 |
| 2005           | Hosszú hétvége                                     | The Long Weekend                               | Ellen                            | Cobie Smulders              |
| 2005           | Hosszú, fájdalmas csók                             | Laura Cross                                    | Kristy Swanson                   |                             |
| 2005           | A kaktusz                                          | Le cactus                                      | Justine                          | Alice Taglioni              |
| 2005           | Karol – Az ember, aki pápa lett                    | Maria Pomorska                                 | Violante Placido                 |                             |
| 2005           | A köd                                              | The Fog                                        | Elizabeth Williams               | Maggie Grace                |
| 2005           | A leggyorsabb Indian                               | The World's Fastest Indian                     | Wendy                            | Jessica Cauffiel            |
| 2005           | Légihíd – Haragos égbolt                           | Die Luftbrücke – Nur der Himmel war frei       | Leni Genthin                     | Katharina Wackernagel       |
| 2005           | Mamák lincshangulatban                             | Say Uncle                                      | Sarah Faber                      | Lisa Edelstein              |
| 2005           | Mezítlábas szerelem                                | Barfuss                                        | Leila                            | Johanna Wokalek             |
| 2005           | A múlt árnyéka                                     | Ein toter Bruder                               | Diana                            | Valerie Koch                |
| 2005           | A múmia átka                                       | The Fallen Ones                                | Angela                           | Kristen Miller              |
| 2005           | München                                            | Munich                                         | Jeanette, a holland bérgyilkosnő | Maire-Josée Croze           |
| 2005           | Papák a partvonalon                                | Kicking & Screaming                            | Ann Hogan                        | Rachael Harris              |
| 2005           | Pasit fogtam, nem ereszt                           | Getting Played                                 | Lauren                           | Carmen Electra              |
| 2005           | Philadelphiai gengszterek                          | State Property 2                               | Aisha                            | Sundy Carter                |
| 2005           | Rejtélyek asszonya: Látomás egy gyilkosságról      | Mystery Woman: Vision of a Murder              | Emily Claire                     | Felicia Day                 |
| 2005           | A rettegés háza                                    | The Amityville Horror                          | Kathy Lutz                       | Melissa George              |
| 2005           | Sarki fény                                         | Aurora Borealis                                | Kate                             | Juliette Lewis              |
| 2005           | A segéd                                            | Sidekick                                       | Andrea Hicks                     | Mackenzie Lush              |
| 2005           | Sin City – A bűn városa                            | Sin City                                       | a lány                           | Marley Shelton              |
| 2005           | Sohaország                                         | Neverwas                                       | Maggie Paige                     | Brittany Murphy             |
| 2005           | Szemtelen szemtanúk                                | Man of the House                               | Heather                          | Vanessa Ferlito             |
| 2005           | Szép még lehetsz                                   | Beauty Shop                                    | Chanel                           | Golden Brooks               |
| 2005           | Szexi és halálos                                   | Lethal                                         | Sam Stewart                      | Heather Marie Marsden       |
| 2005           | Szívem csücskei                                    | Fever Pitch                                    | Lindsey Meeks                    | Drew Barrymore              |
| 2005           | A tökéletes pasi                                   | The Perfect Man                                | Holly Hamilton                   | Hilary Duff                 |
| 2005           | Torrente 3. – A védelmező                          | Torrente 3: El protector                       | Giannina Ricci                   | Yvonne Sciò                 |
| 2005           | Tragikus baleset                                   | The Dive from Clausen's Pier                   | Lane                             | Tara Doyle                  |
| 2005           | Tucatjával olcsóbb 2.                              | Cheaper by the Dozen 2                         | Nora Baker-McNulty               | Piper Perabo                |
| 2005           | Twist Olivér                                       | Oliver Twist                                   | Bet                              | Ophelia Lovibond            |
| 2005           | Vén csajok klubja                                  | Bad Girls form Valley High                     | Danielle                         | Julie Benz                  |
| 2006           | Árnyék nélkül 2.                                   | Hollow Man II                                  | Dr. Maggie Dalton                | Laura Regan                 |
| 2006           | Bagolyvédők                                        | Hoot                                           | Kimberly                         | Jessica Cauffiel            |
| 2006           | Bajkeverő majom                                    | Curious George                                 | Miss Maggie Dunlop               | Drew Barrymore              |
| 2006           | A bárányok harapnak                                | Black Sheep                                    | Experience                       | Danielle Mason              |
| 2006           | Barátom, a Mikulás 2.                              | Il mio amico Babbo Natale 2                    | Livia                            | Micaela Ramazzotti          |
| 2006           | A békés harcos útja                                | Peaceful Warrior                               | Joy                              | Amy Smart                   |
| 2006           | Candy                                              | Candy                                          | Candy                            | Abbie Cornish               |
| 2006           | Confetti                                           | Confetti                                       | Joanna                           | Olivia Colman               |
| 2006           | Csapd le Chip-et                                   | Fast Track                                     | Sofia Kowalski                   | Amanda Pest                 |
| 2006           | Cserebere szerencse                                | Just My Luck                                   | Tiffany                          | Jaqueline Fleming           |
| 2006           | DOA: Élve vagy halva                               | DOA: Dear or Alive                             | Christie Allen                   | Holly Valance               |
| 2006           | Drakula                                            | Dracula                                        | Lucy Westenra                    | Sophia Myles                |
| 2006           | Éjszaka a múzeumban                                | Night at the Museum                            | Rebecca                          | Carla Gugino                |
| 2006           | Elveszett remény                                   | Broken                                         | Hope                             | Heather Graham              |
| 2006           | Az év embere                                       | Man of the Year                                | Eleanor Green                    | Laura Linney                |
| 2006           | Fekete lyuk                                        | The Black Hole                                 | Shannon Muir                     | Kristy Swanson              |
| 2006           | Fiúk a lakókocsiparkból                            | Trailer Park Boys: The Movie                   | Lucy                             | Lucy Decoutere              |
| 2006           | Fűrész III.                                        | Saw III                                        | Amanda                           | Shawnee Smith               |
| 2006           | Hajrá, csajok: Mindent bele!                       | Bring It On: All or Nothing                    | Brianna                          | Danielle Savre              |
| 2006           | Harcvonal                                          | The Front Line                                 | Kala                             | Fatou N'Diaye               |
| 2006           | Hol van Fred?                                      | Wo ist Fred?                                   | Denise                           | Alexandra Maria Lara        |
| 2006           | Hollywoodland                                      | Hollywoodland                                  | Leonore Lemmon                   | Robin Tunney                |
| 2006           | Hullócsillag                                       | Factory Girl                                   | Edie Sedgwick                    | Sienna Miller               |
| 2006           | Hülyék paradicsoma                                 | Idiocracy                                      | Rita                             | Maya Rudolph                |
| 2006           | Az Igazság mecénása                                | Mercenary for Justice                          | Maxine Barnol                    | Jacqueline Lord             |
| 2006           | Igen, akarom?                                      | Prête-moi ta main                              | Emma                             | Charlotte Gainsbourg        |
| 2006           | A jó német                                         | The Good German                                | Hannelore                        | Robin Weigert               |
| 2006           | A királynő                                         | The Queen                                      | Diana Spencer                    | Diána walesi hercegné       |
| 2006           | Kraken: A mélység csápjai                          | Kraken: Tentacles of the Deep                  | Nicole                           | Victoria Pratt              |
| 2006           | Egy lógós zöldségei                                | Everything's Gone Green                        | Marcia                           | Tara Wilson                 |
| 2006           | Mezsgye                                            | Pulse                                          | Mattie                           | Kristen Bell                |
| 2006           | Mikulás szabadságon                                | The Year Without a Santa Claus                 | Természet Anya                   | Carol Kane                  |
| 2006           | Mit műveltél?                                      | You Did What?                                  | Ashley McConnell                 | Kathy Wagner                |
| 2006           | Őfelsége pincére voltam                            | Obsluhoval jsem angliského krále               | Jaruska                          | Petra Hrebícková            |
| 2006           | Plutónium                                          | The Half Life of Timofey Berezin               | Marina                           | Radha Mitchell              |
| 2006           | Pörgess fel, Baby!                                 | Whirlygirl                                     | Whirlygirl                       | Monet Mazur                 |
| 2006           | A rég elveszett fiú                                | The Elder Son                                  | Susan                            | Regina Hall                 |
| 2006           | A rózsaszín párduc                                 | The Pink Panther                               | Cherie                           | Kristin Chenoweth           |
| 2006           | Slither                                            | Slither                                        | Brenda Gutierrez                 | Brenda James                |
| 2006           | Sötétkékmajdnemfekete                              | Azuloscurocasinegro                            | Paula                            | Marta Etura                 |
| 2006           | Szerelem másképp                                   | Legãturi bolnãvicioase                         | Negulescu                        | Mihaela Radulescu           |
| 2006           | Sziklák szeme                                      | The Hills Have Eyes                            | Brenda Carter                    | Emilie de Ravin             |
| 2006           | Szívek hullámhosszán                               | I'm Reed Fish                                  | Theresa                          | A. J. Cook                  |
| 2006           | A tengerészgyalogos                                | The Marine                                     | Angela                           | Abigail Bianca              |
| 2006           | Az Újvilág Bosszúangyalai 2.                       | Ultimate Avengers II                           | Dr. Betty Ross                   | Nan McNamara                |
| 2006           | Van, aki melegen szereti                           | Wedding Wars                                   | Maggie Welling                   | Bonnie Somerville           |
| 2006           | Vérfarkasok                                        | Skinwalkers                                    | Rachel Talbot                    | Rhona Mitra                 |
| 2006           | Zárlatos pasi                                      | Incontrôlable                                  | Marion                           | Hélène de Fougerolles       |
| 2006           | Zsákutca                                           | One Way                                        | Angelina Sable                   | Lauren Lee Smith            |
| 2007           | 14 kilométer                                       | 14 kilómetros                                  | Violeta                          | Aminata Kanta               |
| 2007           | 4 hónap, 3 hét, 2 nap                              | 4 luni, 3 saptamâni si 2 zile                  | Otilia                           | Anamaria Marinca            |
| 2007           | Adsz vagy kapsz                                    | Trick 'r Treat                                 | Emma                             | Leslie Bibb                 |
| 2007           | Amal                                               | Amal                                           | Pooja Seth                       | Koel Purie                  |
| 2007           | Anya, lánya, unokája                               | Georgia Rule                                   | Lilly                            | Felicity Huffman            |
| 2007           | Anyád lehetnék                                     | I Could Never Be Your Woman                    | Brianna                          | Stacey Dash                 |
| 2007           | Apát kérek karácsonyra                             | All I Want for Christmas                       | Erin Davis                       | Bess Meyer                  |
| 2007           | Becsületes tolvajok                                | Ladrón que roba a ladrón                       | Rafaela                          | Ivonne Montero              |
| 2007           | Boogeyman 2.                                       | Boogeyman 2                                    | Dr. Jessica Ryan                 | Renée O’Connor              |
| 2007           | Börtön a pokolban                                  | Furnace                                        | Karen Bolding                    | Kelly Stables               |
| 2007           | A bűn hálójában                                    | Boy A                                          | Michelle                         | Katie Lyons                 |
| 2007           | Control                                            | Control                                        | Debbie Curtis                    | Samantha Morton             |
| 2007           | Egy bébiszitter naplója                            | The Nanny Diaries                              | Annie Braddock                   | Scarlett Johansson          |
| 2007           | Elit halálosztók                                   | Tropa de Elite                                 | Maria                            | Fernanda Machado            |
| 2007           | Elizabeth: Az aranykor                             | Elizabeth: The Golden Age                      | Stuart Mária                     | Samantha Morton             |
| 2007           | Esély a halálra                                    | The Deaths of Ian Stone                        | Jenny Walker                     | Christina Cole              |
| 2007           | A fenevad                                          | Rogue                                          | Kate Ryan                        | Radha Mitchell              |
| 2007           | Férfigondok                                        | When a Man Falls in the Forest                 | Sadie                            | Stacie Bono                 |
| 2007           | Férj és férj                                       | I Now Pronounce You Chuck and Larry            | Alex McDonough                   | Jessica Biel                |
| 2007           | Férjhez mész, mert azt mondtam                     | Because I Said So                              | Mae                              | Piper Perabo                |
| 2007           | Fűrész IV.                                         | Saw IV                                         | Amanda                           | Shawnee Smith               |
| 2007           | A gonoszok eljövetele                              | The Gathering                                  | Ann Foster                       | Kristin Lehman              |
| 2007           | Grindhouse – Halálbiztos                           | Death Proof                                    | Pam                              | Rose McGowan                |
| 2007           | Grindhouse – Terrorbolygó                          | Planet Terror                                  | Cherry Darling                   | Rose McGowan                |
| 2007           | A halál kamrája                                    | La chambre des morts                           | Lucie Hennebelle                 | Mélanie Laurent             |
| 2007           | Halálos kitérő 2.                                  | Wrong Turn 2: Dead End                         | Nina Papas                       | Erica Leerhsen              |
| 2007           | A halálraítélt                                     | The Condemned                                  | Julie                            | Tory Mussett                |
| 2007           | Időbűnök                                           | Los cronocrímenes                              | lány az erdőben                  | Bárbara Goenaga             |
| 2007           | Így készült a Harry Potter és a Főnix Rendje       | Így készült a Harry Potter és a Főnix Rendje   | Solecki Janka                    | Natalia Tena                |
| 2007           | Interjú                                            | Interview                                      | Katya                            | Sienna Miller               |
| 2007           | IQ-zseni                                           | If I Had Known I Was a Genius                  | Stephanie Robbins                | Tara Reid                   |
| 2007           | Ízlések és pofonok                                 | No Reservations                                | Bernadette                       | Lily Rabe                   |
| 2007           | A kabalapasi                                       | Good Luck Chuck                                | nő a kocsiban                    | Tava Smiley                 |
| 2007           | Kegyetlen báj                                      | Savage Grace                                   | Blanca                           | Elena Anaya                 |
| 2007           | A kilencujjú nő                                    | Careless                                       | Cheryl                           | Rachel Blanchard            |
| 2007           | Koravén ifjúság                                    | Youth Without Youth                            | Veronica / Laura / Rupini        | Alexandra Maria Lara        |
| 2007           | Kórház a káosz szélén – Mentsük meg Angel Hope-ot! | Save Angel Hope                                | Sonia Zeller                     | Alice Evans                 |
| 2007           | A látogató                                         | The Visitor                                    | Zainab                           | Danai Jekesai Gunra         |
| 2007           | Legenda vagyok                                     | I am Legend                                    | Zoe                              | Salli Richardson-Whitfield  |
| 2007           | Mansfield Park                                     | Mansfield Park                                 | Mary Crawford                    | Hayley Atwell               |
| 2007           | Miért nősültem meg?                                | Why Did I Get Married?                         | Trina                            | Denise Boutte               |
| 2007           | My Bluberry Nights – A távolság íze                | My Bluberry Nights                             | Elizabeth                        | Norah Jones                 |
| 2007           | A nemzet aranya: Titkok könyve                     | National Treasure: Book of Secrets             | Abigail Chase                    | Diane Kruger                |
| 2007           | A nők hálójában                                    | In the Land of Women                           | Sofia Buñuel                     | Elena Anaya                 |
| 2007           | Őrült vadászat                                     | Naked Fear                                     | Rita                             | Lisa Hill                   |
| 2007           | Őrült vadászat                                     | Naked Fear                                     | Karley Terry                     | Jenny Marlowe               |
| 2007           | Parajelenségek                                     | Paranormal Activity                            | Katie                            | Katie Featherston           |
| 2007           | Saját szavak                                       | Freedom Writers                                | Brandy                           | Vanetta Smith               |
| 2007           | Szerva itt, pofon ott                              | Balls of Fury                                  | Maggie                           | Maggie Q                    |
| 2007           | Szex és halál kezdőknek                            | Sex and Death 101                              | Dr. Miranda Storm                | Leslie Bibb                 |
| 2007           | TMNT – Tini Nindzsa Teknőcök                       | TMNT                                           | April O'Neil                     | Sarah Michelle Gellar       |
| 2007           | Tört angolsággal                                   | Broken English                                 | Nora Wilder                      | Parker Posey                |
| 2007           | Túlélni farkasok közt                              | Survivre avec les loups                        | Gerusha                          | Yaël Abecassis              |
| 2007           | Üres város                                         | Reign Over Me                                  | Angela Oakhurst                  | Liv Tyler                   |
| 2007           | Zombik alkonya                                     | Dead Heist                                     | Kate                             | Traci Dinwiddie             |
| 2007           | Zsaruk bevetésen – A film                          | Reno 911!: Miami                               | Clementine Johnson járőr         | Wendi McLendon-Covey        |
| 2008           | A 30-as út                                         | Route 30                                       | Mandy                            | Nathalie Boltt              |
| 2008           | 33 jelenet az életből                              | 33 sceny z zycia                               | Julia Szczesna                   | Julia Jentsch               |
| 2008           | Agyament karácsony                                 | Snow 2: Brain Freeze                           | ápolónő                          | Irene Karas Loeper          |
| 2008           | Allan Quatermain és a koponyák temploma            | Allan Quatermain and the Temple of Skulls      | Lady Anna Heresford              | Natalie Stone               |
| 2008           | Burrowers – A felszín alatt                        | The Burrowers                                  | Gertrude Spacks                  | Laura Leighton              |
| 2008           | Csapatszellem                                      | Forever Strong                                 | Emily                            | Arielle Kebbel              |
| 2008           | Csimpilóták                                        | Space Chimps                                   | Luna                             | Cheryl Hines                |
| 2008           | Gyilkos kilátások                                  | Eden Lake                                      | Jenny                            | Kelly Reilly                |
| 2008           | Égenjárók                                          | Sukai kurora                                   | Fooco                            | Mabuki Andô                 |
| 2008           | Elcserélt életek                                   | Changeling                                     | vizsgáló nővér a pszichiátrián   | Riki Lindhomme              |
| 2008           | Élő bizonyíték                                     | Living Proof                                   | Nicole Wilson                    | Tammy Blanchard             |
| 2008           | Érzék                                              | Affinity                                       | Margaret Prior                   | Anna Madeley                |
| 2008           | Esti mesék                                         | Bedtime Stories                                | Jill                             | Keri Russell                |
| 2008           | Gazdátlanul Mexikóban                              | Beverly Hills Chihuahua                        | Rachel                           | Piper Perabo                |
| 2008           | Hamlet 2.                                          | Hamlet 2                                       | Elisabeth Shue                   | Elisabeth Shue              |
| 2008           | A házinyuszi                                       | The House Bunny                                | Cassandra                        | Monet Mazur                 |
| 2008           | Hivatlanok                                         | The Strangers                                  | Kristen McKay                    | Liv Tyler                   |
| 2008           | Hókölykök                                          | Snow Buddies                                   | Molly                            | Molly Shannon               |
| 2008           | Holtak napja                                       | Day of the Dead                                | Sarah Bowman                     | Mena Suvari                 |
| 2008           | IRA – Sétáló hullák                                | Fifty Dead Men Walking                         | Grace                            | Rose McGowan                |
| 2008           | Isten hozott az Isten háta mögött                  | Bienvenue chez les Ch'tis                      | Annabelle Deconninck             | Anne Marivin                |
| 2008           | Jack Hunter – A fáraó sírja                        | Jack Hunter and the Quest for Akhenaten's Tomb | Lena Halstrom                    | Alaina Huffman              |
| 2008           | Jégtörők 3. – Az ifi bajnokság                     | Slap Shot 3: The Junior League                 | Hope                             | Sara Canning                |
| 2008           | Kábulat                                            | Sennosc                                        | Anna Wojnar                      | Joanna Orleanska            |
| 2008           | Két szerető                                        | Two Lovers                                     | Michelle Rausch                  | Gwyneth Paltrow             |
| 2008           | A kidobóember                                      | Clubbed                                        | Angela                           | Maxine Peake                |
| 2008           | Kiközösítés                                        | Skin                                           | Sandra Laing                     | Sophie Okonedo              |
| 2008           | Könnyed erkölcsök                                  | Easy Virtue                                    | Marion Whittaker                 | Katherine Parkinson         |
| 2008           | Kristályfolyó                                      | Crystal River                                  | Davie Nance                      | Emily Carpenter             |
| 2008           | A Lazarus-terv                                     | The Lazarus Project                            | Lisa Garvey                      | Piper Perabo                |
| 2008           | Létszükséglet                                      | Ce qu'il faut pour vivre                       | Carole                           | Éveline Gélinas             |
| 2008           | Magánalku                                          | The Human Contact                              | Rita                             | Jada Pinkett Smith          |
| 2008           | Mezsgye 3. – Invázió                               | Pulse 3                                        | Amy                              | Laura Cayouette             |
| 2008           | A nap, amikor a Föld megállt                       | The Day the Earth Stopped                      | Sky                              | Sinead McCafferty           |
| 2008           | Nők                                                | The Women                                      | Tanya                            | Debi Mazar                  |
| 2008           | Nyakig a pácban                                    | Caught In a Trap                               | Becci                            | Rebecca Night               |
| 2008           | Párizs                                             | Paris                                          | Mélanie Verneuil                 | Judith El Zein              |
| 2008           | Perzselő vihar                                     | Lava Storm                                     | Lori Wilson                      | Valérie Valois              |
| 2008           | Rejtélyek asszonya: Családi rejtély                | Mystery Woman: At First Sight                  | Francie McPhillips               | Christine Lakin             |
| 2008           | Spirit – A sikító város                            | The Spirit                                     | Silken Floss                     | Scarlett Johansson          |
| 2008           | Stiletto                                           | Stiletto                                       | Nancy                            | Dominique Swain             |
| 2008           | Szex és hazugság a Bűn Városában                   | Sex and lies in Sin City                       | Sandy Murphy                     | Mena Suvari                 |
| 2008           | Szükséges gonosz                                   | Necessary Evil                                 | Deborah                          | Kathryn Fiore               |
| 2008           | A te napod                                         | Senior Skip Day                                | Ellen Harris                     | Tara Reid                   |
| 2008           | A törvény gyilkosa                                 | Righteous Kill                                 | Jessica                          | Trilby Glover               |
| 2008           | Tüske                                              | Splinter                                       | Polly Watt                       | Jill Wagner                 |
| 2008           | Újraszámlálás                                      | Recount                                        | Monica Klain                     | Eve Gordon                  |
| 2008           | Utazás a Föld középpontjába                        | Journey to the Center of the Earth             | Betsey Case                      | Sara Tomko                  |
| 2008           | A vonat túlsó végén                                | The Other End of the Line                      | Emory Banks                      | Sara Foster                 |
| 2008           | Zack és Miri pornót forgat                         | Zack and Miri Make a Porno                     | Miri                             | Elizabeth Banks             |
| 2009           | Rec 2.                                             | [Rec] 2.                                       | Angela Vidal                     | Manuela Velasco             |
| 2009           | 2012: Végzetes robbanás                            | 2012: Supernova                                | Laura                            | Heather McComb              |
| 2009           | Albert Schweitzer – Egy élet Afrikáért             | Albert Schweitzer                              | Thérèse Bourdin                  | Judith Godrèche             |
| 2009           | Amerikai pite 7. – A szerelem Bibliája             | American Pie Presents: The Book of Love        | Heidi                            | Beth Behrs                  |
| 2009           | Anyátlanok                                         | The Boys Are Back                              | Laura                            | Emmy Booth                  |
| 2009           | Az aranykezű sebész                                | Gifted Hands: The Ben Carson Story             | Sonya Carson                     | Kimberly Elise              |
| 2009           | Árral szemben                                      | Against the Current                            | Katie                            | Samantha Sherman            |
| 2009           | A barlang 2.                                       | The Descent: Part 2                            | Cath                             | Anna Skellern               |
| 2009           | A bátyám cipőjében                                 | Loving Leah                                    | Carol                            | Christy Pusz                |
| 2009           | Becstelen brigantyk                                | Inglourious Basterds                           | Bridget von Hammersmark          | Diane Kruger                |
| 2009           | Buliszerviz 3. – A gólyák éve                      | Van Wilder: Freshman Year                      | Eve                              | Meredith Giangrande         |
| 2009           | Cápatámadás Malibuban                              | Malibu Shark Attack                            | Yancey                           | Renee Bowen                 |
| 2009           | Doc West – A nagy játszma                          | Doc West: La sfida                             | Elizabeth                        | Evgeniya Chernyshova        |
| 2009           | Dr. Dolittle: Millió dolláros szőrmókok            | Dr. Dolittle: Million Dollar Mutts             | Tiffany Monaco                   | Tegan Moss                  |
| 2009           | Eladó a családom                                   | The Joneses                                    | Bethany                          | Kim Wall                    |
| 2009           | Az energia                                         | Push                                           | Emily Hu                         | Ming-Na Wen                 |
| 2009           | Ezt megint jól kifőztük!                           | Still Waiting…                                 | Naomi                            | Alanna Ubach                |
| 2009           | Fatima – A 13. napon                               | The 13th Day                                   | Lucia Dos Santos                 | Filipa Fernandes            |
| 2009           | A felkelő nap háza                                 | Dum U Zlateho usvitu                           | Apolena Kolembářová polgármester | Linda Rybová                |
| 2009           | Fényes csillag                                     | Bright Star                                    | Fanny Brawne                     | Abbie Cornish               |
| 2009           | Fűrész VI.                                         | Saw VI                                         | Amanda Young                     | Shawnee Smith               |
| 2009           | Halálos iram                                       | Fast & Furious                                 | Letty                            | Michelle Rodriguez          |
| 2009           | A halott királyné                                  | La reine morte                                 | infásnő                          | Astrid Bergès-Frisbey       |
| 2009           | Hannah Montana – A film                            | Hannah Montana: The Movie                      | Lorelai                          | Melora Hardin               |
| 2009           | Határok nélkül                                     | No Boundaries                                  | Isabel Moreno                    | Dani Garza                  |
| 2009           | Hazatérés                                          | Homecoming                                     | Elizabeth Mitchum                | Jessica Stroup              |
| 2009           | Hibrid                                             | Splice                                         | Elsa Kast                        | Sarah Polley                |
| 2009           | Hulk, Thor ellen                                   | Hulk Vs. Thor                                  | Sif hangja                       | Grey DeLisle                |
| 2009           | Jesse Stone – Vékony jégen                         | Jesse Stone: Thin Ice                          | Sidney Greenstreet               | Leslie Hope                 |
| 2009           | Johanna nőpápa                                     | Die Päpstin                                    | Johanna von Ingelheim            | Johanna Wokalek             |
| 2009           | A kártyavár összedől                               | Lufslottet som sprängdes                       | Malin Erikson                    | Sofia Ledarp                |
| 2009           | Kegyetlen titok                                    | Sorority Row                                   | Cassidy Tappan                   | Briana Evigan               |
| 2009           | Képlet                                             | Knowing                                        | Grace Koestler                   | Nadia Townsend              |
| 2009           | Kismamának áll a világ                             | Labor Pains                                    | Lisa DePardo                     | Cheryl Hines                |
| 2009           | A lány, aki a tűzzel játszik                       | Flickan som lekte med elden                    | Malin Erikson                    | Sofia Ledarp                |
| 2009           | League of Legends                                  | League of Legends                              | Fiora                            | Karen Strassman             |
| 2009           | League of Legends                                  | League of Legends                              | tradícionális Sejuani            | Cathy Weseluck              |
| 2009           | Leszbikus vámpírok gyilkosai                       | Lesbian Vampire Killers                        | Heidi                            | Tiffany Mulheron            |
| 2009           | Mamut                                              | Mammoth                                        | Cookie                           | Natthamonkarn Srinikornchot |
| 2009           | Náci zombik                                        | Død snø                                        | Hanna                            | Charlotte Frogner           |
| 2009           | Negyedik típusú találkozások                       | The Fourth Kind                                | Abbey Tyler / Milla Jovovich     | Milla Jovovich              |
| 2009           | Pillangó-hatás 3.                                  | The Butterfly Effect 3: Revelations            | Vicki                            | Melissa Jones               |
| 2009           | Pokolba taszítva                                   | Drag Me to Hell                                | Christine Brown                  | Alison Lohman               |
| 2009           | Pokoli édenkert                                    | A Perfect Getaway                              | Cleo                             | Marley Shelton              |
| 2009           | Pokoli villám                                      | Lightning Strikes                              | Angel                            | Robyn Addison               |
| 2009           | Soul Kitchen                                       | Soul Kitchen                                   | Frau Schuster adóellenőr         | Catrin Striebeck            |
| 2009           | Superman/Batman: Közellenségek                     | Superman/Batman: Public Enemies                | Csodalány                        | Allison Mack                |
| 2009           | Szentivánéji svéd szexkomédia                      | Äntligen midsommar!                            | Susanne                          | Lisa Werlinder              |
| 2009           | Szeress és táncolj!                                | Love N' Dancing                                | Jessica Donovan                  | Amy Smart                   |
| 2009           | Szerető kerestetik                                 | Made for Each Other                            | Catherine                        | Lauren German               |
| 2009           | A tetovált lány                                    | Män som hatar kvinnor                          | Cecilia Vanger                   | Marika Lagercrantz          |
| 2009           | A vérdíj                                           | Perrier's Bounty                               | Brenda                           | Jodie Whittaker             |
| 2009           | Vizsga                                             | Exam                                           | Sötét                            | Adar Beck                   |
| 2009           | Zombi farm                                         | Zombie Farm                                    | Ana Maria                        | Monika Munoz                |

### 2010-es évek
| A 2010-es évek | A 2010-es évek                                           | A 2010-es évek                                                        | A 2010-es évek                          | A 2010-es évek            |
| Év             | Magyar cím                                               | Eredeti cím                                                           | Szerep                                  | Színész                   |
| -------------- | -------------------------------------------------------- | --------------------------------------------------------------------- | --------------------------------------- | ------------------------- |
| 2010           | Adok-kapok                                               | Donnant, donnant                                                      | Lucas anyja                             | Daisy Sanchez             |
| 2010           | Az amerikai                                              | The American                                                          | Clara                                   | Violante Placido          |
| 2010           | Az árnyékvadász                                          | Shadows in Paradise                                                   | Sasha Villanoff hadnagy                 | Sofya Skya                |
| 2010           | Balek                                                    | Klovn: The Movie                                                      | Iben                                    | Iben Hjejle               |
| 2010           | Barátom, Knerten 2. – Knerten nyomoz                     | Knerten gifter seg                                                    | anya                                    | Pernille Sørensen         |
| 2010           | A bosszú városa                                          | Wrong Side of Town                                                    | Dawn                                    | Lara Grice                |
| 2010           | Családi kincs, ami nincs                                 | Barry Munday                                                          | Jennifer Farley                         | Chloë Sevigny             |
| 2010           | Csodagyerek                                              | Boy Wonder                                                            | Teresa Ames                             | Zulay Henao               |
| 2010           | Élve eltemetve                                           | Buried                                                                | Linda Conroy hangja                     | Samantha Mathis           |
| 2010           | Farkasember                                              | The Wolfman                                                           | Gwen Conliffe                           | Emily Blunt               |
| 2010           | Farkasember hajsza                                       | Red: Werewolf Hunter                                                  | Virginia "Red" Sullivan                 | Felicia Day               |
| 2010           | Felhangolva                                              | Get Him to the Greek                                                  | Jackie Q                                | Rose Byrne                |
| 2010           | Füstölgő ászok 2. – Bérgyilkosok bálja                   | Smokin' Aces 2: Assassins' Ball                                       | Jules Scott                             | Sonja Bennett             |
| 2010           | Halálos éberség                                          | Dead Awake                                                            | Tracy                                   | Rachel Storey             |
| 2010           | Halálos nászút                                           | Deadly Honeymoon                                                      | Gwen Merced                             | Zoe McLellan              |
| 2010           | Halálos sebesség                                         | Kill Speed                                                            | Rosanna                                 | Natalia Cigliuti          |
| 2010           | Hálószobák                                               | Bedrooms                                                              | Beth                                    | Moon Bloodgood            |
| 2010           | Hesher                                                   | Hesher                                                                | anya                                    | Monica Staggs             |
| 2010           | Igaz legenda                                             | Su Qi-er                                                              | Yuan Ying                               | Xun Zhou                  |
| 2010           | Az Igazság Ligája: Két Földi válság                      | Justice League: Crisis on Two Earths                                  | Rose Wilson hangja                      | Freddi Rogers             |
| 2010           | IV. Henrik – Navarra királya                             | Henri 4                                                               | Marguerite de Valois "Margot"           | Armelle Deutsch           |
| 2010           | Jégrengés                                                | Ice Quake                                                             | Jamie                                   | Sharon Taylor             |
| 2010           | Karácsonyi kutyabalhé                                    | The Search for Santa Paws                                             | Kate Huckle                             | Bonnie Somerville         |
| 2010           | Kartell háború                                           | Disrupt/Dismantle                                                     | Catalina Vega                           | Mercedes Brito            |
| 2010           | Kettős csapás                                            | Meteor Apocalypse                                                     | Kate Dematti                            | Claudia Christian         |
| 2010           | A következő három nap                                    | The Next Three Days                                                   | Lara Brennan                            | Elizabeth Banks           |
| 2010           | A kutya, aki megmentette a karácsonyi vakációt           | The Dog Who Saved Christmas Vacation                                  | Bella hangja                            | Paris Hilton              |
| 2010           | Machete                                                  | Machete                                                               | Sartana Rivera                          | Jessica Alba              |
| 2010           | Megapiranha – Gyilkos a mélyből                          | Mega Piranha                                                          | Sarah Monroe                            | Tiffany Darwish           |
| 2010           | Meggyőződés                                              | Conviction                                                            | Abra Rice                               | Minnie Driver             |
| 2010           | Meghasadva                                               | Wrecked                                                               | nő                                      | Caroline Dhavernas        |
| 2010           | A nevem Khan                                             | My Name Is Khan                                                       | Mandira Khan                            | Kajol                     |
| 2010           | Nyomás alatt                                             | It's Kind of a Funny Story                                            | Joanie                                  | Morgan Murphy             |
| 2010           | Nyomodban a halál                                        | Hunt to Kill                                                          | Dominika                                | Emilie Ullerup            |
| 2010           | Nyugdíjas szélhámos                                      | Il signore della truffa                                               | Florenza Marino felügyelőnő             | Lorenza Sorino            |
| 2010           | Országúti bordély                                        | Love Ranch                                                            | Irene                                   | Gina Gershon              |
| 2010           | Egy őrült szerelem balladája                             | Balada triste de trompeta                                             | Natalia                                 | Carolina Bang             |
| 2010           | Piranha                                                  | Piranha                                                               | Danni                                   | Kelly Brook               |
| 2010           | Romantikus lelkek                                        | The Romantics                                                         | Laura Rosen                             | Katie Holmes              |
| 2010           | Rózsaszál                                                | Rózyczka                                                              | Kamila                                  | Magdalena Boczarska       |
| 2010           | Scott Pilgrim a világ ellen                              | Scott Pilgrim vs. the World                                           | Roxy Richter                            | Mae Whitman               |
| 2010           | A sötétség határán                                       | Edge of Darkness                                                      | Melissa                                 | Caterina Scorsone         |
| 2010           | Super                                                    | Super                                                                 | Sarah                                   | Liv Tyler                 |
| 2010           | Szerelmi háromszög                                       | Daydream Nation                                                       | Ms Budge                                | Rachel Blanchard          |
| 2010           | Szívrablók                                               | L'arnacoeur                                                           | Juliette Van Der Becq                   | Vanessa Paradis           |
| 2010           | Született feleség                                        | Potiche                                                               | Joëlle Pujol de la Morette              | Judith Godrèche           |
| 2010           | Tamara Drewe                                             | Tamara Drewe                                                          | Zoe                                     | Josie Taylor              |
| 2010           | Tőzsdecápák 2. – A pénz nem alszik                       | Wall Street: Money Never Sleeps                                       | Audrey                                  | Vanessa Ferlito           |
| 2010           | Az utca királya                                          | King of the Avenue                                                    | Amanda                                  | Elizabeth Di Prinzio      |
| 2010           | Vissza a jelenbe                                         | Hot Tub Time Machine                                                  | Kelly                                   | Collette Wolfe            |
| 2010           | Visszakézből                                             | À bout portant                                                        | Moreau                                  | Valérie Dashwood          |
| 2011           | Arthur, a legjobb parti                                  | Arthur                                                                | Tiffany                                 | Christiana Calph          |
| 2011           | BloodRayne – A Harmadik Birodalom                        | BloodRayne: The Third Reich                                           | Rayne                                   | Natassia Malthe           |
| 2011           | A bőr, amelyben élek                                     | La piel que habito                                                    | Vera Cruz                               | Elena Anaya               |
| 2011           | Csontzsák                                                | Bag of Bones                                                          | Sara Tidwell                            | Anika Noni Rose           |
| 2011           | Dorfman                                                  | Dorfman                                                               | Molly                                   | Kelen Coleman             |
| 2011           | Drive – Gázt!                                            | Drive                                                                 | Irene                                   | Carey Mulligan            |
| 2011           | Edwin Boyd                                               | Edwin Boyd                                                            | Mary Mitchell                           | Charlotte Sullivan        |
| 2011           | Éjfélkor Párizsban                                       | Midnight in Paris                                                     | Inez                                    | Rachel McAdams            |
| 2011           | Elzárás                                                  | Detention                                                             | Taylor anyja                            | Julie Dolan               |
| 2011           | Fejvadászok                                              | Hodejegerne                                                           | Diana Brown                             | Synnøve Macody Lund       |
| 2011           | Férfiszívek 2.                                           | Männerherzen... und die ganz ganz große Liebe                         | Susanne Feldberg                        | Nadja Uhl                 |
| 2011           | Fogadott testvérek                                       | Les adoptés                                                           | Marine                                  | Marie Denarnaud           |
| 2011           | A gondozoo                                               | Zookeeper                                                             | Stephanie                               | Leslie Bibb               |
| 2011           | A guardista                                              | The Guard                                                             | Gabriela McBride                        | Katarina Cas              |
| 2011           | Különleges Valentin-nap                                  | The Lost Valentine                                                    | Susan Allison                           | Jennifer Love Hewitt      |
| 2011           | A kupa                                                   | The Cup                                                               | Trish Oliver                            | Jodi Gordon               |
| 2011           | Limonádé                                                 | Lemonade Mouth                                                        | Sydney                                  | Ariana Smythe             |
| 2011           | A lökött tesó                                            | Our Idiot Brother                                                     | Liz                                     | Emily Mortimer            |
| 2011           | Meglepetések napja                                       | Life at the Resort                                                    | Gina Murray                             | Marisa Petroro            |
| 2011           | Melankólia                                               | Melancholia                                                           | Justine                                 | Kirsten Dunst             |
| 2011           | Muppets                                                  | The Muppets                                                           | Miss Röfi recepciósa                    | Emily Blunt               |
| 2011           | Nil Holgersson csodálatos utazása                        | Nils Holgerssons wunderbare Reise                                     | Stina Holgersson                        | Stephanie Japp            |
| 2011           | A préda                                                  | La proie                                                              | Claire Linné                            | Alice Taglioni            |
| 2011           | Regényes románc                                          | A Novel Romance                                                       | Adi Schwartz                            | Shannon Elizabeth         |
| 2011           | Senki sem ítélkezhet felettem                            | Nessuno mi può giudicare                                              | Tiziana                                 | Lucia Ocone               |
| 2011           | Seprűs esküvő                                            | Jumping the Broom                                                     | Sabrina Watson                          | Paula Patton              |
| 2011           | A szégyentelen                                           | Shame                                                                 | Sissy                                   | Carey Mulligan            |
| 2011           | A szellemlovas – A bosszú ereje                          | Ghost Rider: Spirit of Vengeance                                      | Nadya                                   | Violante Placido          |
| 2011           | A szerelem három évig tart                               | L'amour dure trois ans                                                | Kathy                                   | Frédérique Bel            |
| 2011           | Szerelem Hitler árnyékában                               | Am Ende die Hoffnung                                                  | Ellen Ludwig                            | Yvonne Catterfeld         |
| 2011           | A szerelemmadár                                          | Love Birds                                                            | Holly                                   | Sally Hawkins             |
| 2011           | Szindbád és a Minotaurusz                                | Sinbad and the Minotaur                                               | Tara                                    | Holly Brisley             |
| 2011           | Szupervihar – A teljes megsemmisülés                     | Mega Cyclone                                                          | Andrea Newmar                           | Leah Cairns               |
| 2011           | Az újabb gombháború                                      | La nouvelle guerre des boutons                                        | Simone                                  | Laetitia Casta            |
| 2011           | Underground – Mélybe rejtve                              | Underground                                                           | Jenna Hughes                            | Christine Evangelista     |
| 2011           | Vad évad                                                 | The Big Year                                                          | Karen                                   | Devon Weigel              |
| 2011           | A végzet napja                                           | The Day                                                               | Mary                                    | Ashley Bell               |
| 2011           | Vérbosszú                                                | Blood Out                                                             | anya                                    | AnnaLynne McCord          |
| 2011           | Verdák 2.                                                | Cars 2                                                                | Matuka számítógépe hangja               | Teresa Gallagher          |
| 2011           | Véres karácsony                                          | The Children                                                          | Elaine                                  | Eva Birthistle            |
| 2012           | Anna Karenina                                            | Anna Karenina                                                         | Betsy Tverszkaja hercegnő               | Ruth Wilson               |
| 2012           | Az Argo-akció                                            | Argo                                                                  | Cora Lijek                              | Clea DuVall               |
| 2012           | Beépített koszorúslány                                   | Undercover Bridesmaid                                                 | Tanya                                   | Brooke Burns              |
| 2012           | Borotvaélen                                              | Man on a Ledge                                                        | Lydia Mercer                            | Elizabeth Banks           |
| 2012           | Depresszió és a haverok                                  | Dépression et des potes                                               | Ruth                                    | Ginnie Watson             |
| 2012           | Égető szerelem                                           | Burning Love                                                          | Carly                                   | Janet Varney              |
| 2012           | Az én gyönyörű hazám                                     | Die Brücke am Ibar                                                    | Milena                                  | Ana Markovic              |
| 2012           | Én, a séf                                                | Comme un chef                                                         | Béatrice                                | Raphaëlle Agogué          |
| 2012           | Fogtündér 2.                                             | Tooth Fairy 2                                                         | Brooke                                  | Erin Beute                |
| 2012           | A gonosz markában                                        | Meeting Evil                                                          | Tammy Strate                            | Peyton List               |
| 2012           | Ha holnap elmégy                                         | Tomorrow You're Gone                                                  | Florence Jane                           | Michelle Monaghan         |
| 2012           | Hab a tortán                                             | La cerise sur le gâteau                                               | Florence                                | Isabelle Carré            |
| 2012           | Halálos leshely                                          | Le guetteur                                                           | Anna                                    | Violante Placido          |
| 2012           | Hat töltény ára                                          | 6 Bullets                                                             | Monica Fayden                           | Anna-Louise Plowman       |
| 2012           | Ház Bretagne-ban                                         | Cornouaille                                                           | Bernadette fiatalon                     | Juliette Wiatr            |
| 2012           | Házasokk                                                 | The Knot                                                              | Sarah                                   | Mena Suvari               |
| 2012           | A házban                                                 | Dans la maison                                                        | Esther Artole                           | Emmanuelle Seigner        |
| 2012           | A hét pszichopata és a si-cu                             | Seven Psychopaths                                                     | Kaya                                    | Abbie Cornish             |
| 2012           | Hétköznapi emberek                                       | People Like Us                                                        | 1. magyar változat: Hannah              | Olivia Wilde              |
| 2012           | Hétköznapi emberek                                       | People Like Us                                                        | 2. magyar változat: Frankie             | Elizabeth Banks           |
| 2012           | Hiro, a cseregyerek                                      | Exchange Student Zero                                                 | Avere hangja                            | Candi Milo                |
| 2012           | Ízek palotája                                            | Les saveurs du Palais                                                 | Mary                                    | Arly Jover                |
| 2012           | Kockázatos túra                                          | Safety Not Guaranteed                                                 | Belinda                                 | Kristen Bell              |
| 2012           | Egy különc srác feljegyzései                             | The Perks of Being a Wallflower                                       | Charlie anyja                           | Kate Walsh                |
| 2012           | Lánybúcsú                                                | Bachelorette                                                          | Melissa                                 | Arden Myrin               |
| 2012           | Looper – A jövő gyilkosa                                 | Looper                                                                | Sara                                    | Emily Blunt               |
| 2012           | A March testvérek karácsonya                             | The March Sisters at Christmas                                        | Jo March                                | Julie Berman              |
| 2012           | The Master                                               | The Master                                                            | Winn Manchester                         | Jennifer Neala Page       |
| 2012           | Menyasszonyt karácsonyra                                 | A Bride for Christmas                                                 | Vivian Patterston                       | Kimberly Sustad           |
| 2012           | Názáreti Mária                                           | Maria di Nazaret                                                      | Heródiás                                | Antonia Liskova           |
| 2012           | Ötösfogat                                                | Fünf Freunde                                                          | Luna                                    | Alwara Höfels             |
| 2012           | Renoir                                                   | Renoir                                                                | pék                                     | Annelise Heimburger       |
| 2012           | A robot és Frank                                         | Robot & Frank                                                         | Madison                                 | Liv Tyler                 |
| 2012           | Szeleburdi svéd család nyaral – All inclusive            | Sune i Grekland - All inclusive                                       | Sabina                                  | Julia Dufvenius           |
| 2012           | Szerencsés szerencsétlenek                               | Ouf                                                                   | Anna                                    | Sophie Quinton            |
| 2012           | Született gengszterek                                    | Stand Up Guys                                                         | Sylvia                                  | Vanessa Ferlito           |
| 2012           | Tökéletes hang                                           | Pitch Perfect                                                         | Gail                                    | Elizabeth Banks           |
| 2012           | Tranzit                                                  | Transit                                                               | Robyn                                   | Elisabeth Röhm            |
| 2012           | Vadállatok                                               | Savages                                                               | Dolores                                 | Mía Maestro               |
| 2012           | Vérbeli feleségek                                        | Breathless                                                            | Tiny                                    | Kelli Giddish             |
| 2012           | Vérfarkas: A szörny köztünk van                          | Werewolf: The Beast Among Us                                          | Kazia                                   | Ana Ularu                 |
| 2012           | Veszélyes ultimátum                                      | Pusher                                                                | Maurice                                 | Daisy Lewis               |
| 2012           | A vőfélynek annyi                                        | Best Man Down                                                         | Kristin                                 | Jess Weixler              |
| 2012           | Zakkant Halloween                                        | Fun Size                                                              | Joy                                     | Chelsea Handler           |
| 2013           | Apropó szerelem                                          | Words and Pictures                                                    | Elspeth                                 | Amy Brenneman             |
| 2013           | Blue Jasmine                                             | Blue Jasmine                                                          | Melanie                                 | Ali Fedotowsky            |
| 2013           | Botrányfilm                                              | Movie 43                                                              | Samantha                                | Naomi Watts               |
| 2013           | Bűbáj és kéjelgés                                        | Las brujas de Zugarramurdi                                            | Eva                                     | Carolina Bang             |
| 2013           | Carrie                                                   | Carrie                                                                | Eleanor Snell                           | Cynthia Preston           |
| 2013           | Don Jon                                                  | Don Jon                                                               | Sequins                                 | Sarah Dumont              |
| 2013           | Égető szerelem 2.                                        | Burning Love 2                                                        | Carly                                   | Janet Varney              |
| 2013           | Égető szerelem 3. – Parázs hangulatban                   | Burning Love 3                                                        | Carly                                   | Janet Varney              |
| 2013           | Egyetlen lövés                                           | A Single Shot                                                         | Carla                                   | Amy Sloan                 |
| 2013           | Fák jú, Tanár úr!                                        | Fack ju Göhte                                                         | Charlie                                 | Jana Pallaske             |
| 2013           | Fenn vagy lenn                                           | Over/Under                                                            | Vicky Keller                            | Caroline Dhavernas        |
| 2013           | Ghadi – A család angyala                                 | Ghadi                                                                 | Sophie                                  | Christine Choueiri        |
| 2013           | Gyakornokok                                              | The Internship                                                        | Marielena                               | Jessica Szohr             |
| 2013           | Halálos iramban 6.                                       | Furious 6                                                             | Letty                                   | Michelle Rodriguez        |
| 2013           | Harcban élve                                             | Homefront                                                             | Cassie Bodine Klum                      | Kate Bosworth             |
| 2013           | A hívás                                                  | The Call                                                              | Brooke                                  | Jenna Lamia               |
| 2013           | Justin, a hős lovag                                      | Justin and the Knights of Valour                                      | Királynő hangja                         | Olivia Williams           |
| 2013           | Kalandor: Az aranyládika átka                            | The Adventurer: The Curse of the Midas Box                            | Catherine Mundi                         | Keeley Hawes              |
| 2013           | Kolibri-kód                                              | Hummingbird                                                           | Tracey                                  | Siobhan Hewlett           |
| 2013           | Machete gyilkol                                          | Machete Kills                                                         | Sartana Rivera                          | Jessica Alba              |
| 2013           | Mama                                                     | Mama                                                                  | Annabel                                 | Jessica Chastain          |
| 2013           | Mars – Az utolsó napok                                   | The Last Days on Mars                                                 | Rebecca Lane                            | Romola Garai              |
| 2013           | Megszállottság                                           | Compulsion                                                            | Amy                                     | Heather Graham            |
| 2013           | A nagy csábítás                                          | The Grand Seduction                                                   | Helen hangja                            | Anna Hopkins              |
| 2013           | Nyár februárban                                          | Summer in February                                                    | Laura Knight                            | Hattie Morahan            |
| 2013           | Öt történet az elmezavarról                              | Call Me Crazy: A Five Film                                            | Maggie                                  | Jennifer Hudson           |
| 2013           | R.I.P.D. – Szellemzsaruk                                 | R.I.P.D.                                                              | Roy avatarja                            | Marisa Miller             |
| 2013           | Robotkrokodil                                            | Robocroc                                                              | Jane Spencer                            | Lisa McAllister           |
| 2013           | A siker átka                                             | Monica Z                                                              | Marika                                  | Vera Vitali               |
| 2013           | A szerelem tökéletes bűntény                             | L'amour est un crime parfait                                          | Anna Eggbaum                            | Maïwenn                   |
| 2013           | Újrajátszás                                              | Rewind                                                                | Dr. Lyndsay Bryce                       | Jennifer Ferrin           |
| 2013           | Vakáció Mr. Darcyval                                     | Austenland                                                            | Molly                                   | Ayda Field                |
| 2013           | Vérkötelék                                               | Blood Ties                                                            | Monica                                  | Marion Cotillard          |
| 2013           | Versenyfutás az idővel                                   | Getaway                                                               | Leanne                                  | Rebecca Budig             |
| 2013           | Z világháború                                            | World War Z                                                           | Segen                                   | Daniella Kertesz          |
| 2013           | Zombi tábor                                              | Bunks                                                                 | őrmester                                | Samantha Kendrick         |
| 2014           | Ahol a szivárvány véget ér                               | Love, Rosie                                                           | Ruby                                    | Jaime Winstone            |
| 2014           | Angyali szemek                                           | The Face of an Angel                                                  | Sarah                                   | Sara Stewart              |
| 2014           | Bocs, hogy élek                                          | Scusate se esisto!                                                    | Maria                                   | Stefania Rocca            |
| 2014           | Bőrnyakúak 2. – Tűzvonal                                 | Jarhead 2: Field of Fire                                              | Danni Allen                             | Danielle Savre            |
| 2014           | Bűnös Louisiana                                          | Bad Country                                                           | Lynn Weiland                            | Amy Smart                 |
| 2014           | Cat Run 2.                                               | Cat Run 2                                                             | Hannah Wollcroft                        | Vanessa Branch            |
| 2014           | Dumb és Dumber kettyó                                    | Dumb and Dumber To                                                    | Dr. Walcott                             | Tembi Locke               |
| 2014           | Fácángyilkosok                                           | Fasandraeberne                                                        | Kimmie Lassen                           | Danica Curcic             |
| 2014           | Fekete Özvegy és Megtorló – A múlt árnyai                | Avengers Confidential: Black Widow & Punisher                         | Natasha Romanoff / Fekete Özvegy hangja | Jennifer Carpenter        |
| 2014           | Felnyomva                                                | Stretch                                                               | Charlie                                 | Jessica Alba              |
| 2014           | A férjem az igazi vesztes                                | My Man Is a Loser                                                     | terapeuta                               | Sean Young                |
| 2014           | Fiúk Jerseyből                                           | Jersey Boys                                                           | Lorraine                                | Erica Piccininni          |
| 2014           | Fulladás                                                 | Swelter                                                               | Carmen                                  | Catalina Sandino Moreno   |
| 2014           | A galaxis őrzői                                          | Guardians of the Galaxy                                               | Gamora                                  | Zoë Saldana               |
| 2014           | God's Pocket                                             | God's Pocket                                                          | Joyce                                   | Bridget Barkan            |
| 2014           | Gyilkos tét                                              | Gutshot Straight                                                      | May                                     | AnnaLynne McCord          |
| 2014           | Hello Ladies: A mozifilm                                 | Hello Ladies: The Movie                                               | Jessica                                 | Christine Woods           |
| 2014           | Hull a pelyhes 2.                                        | Jingle All the Way 2                                                  | Maggie                                  | Rachel Hayward            |
| 2014           | Egy igazán csodás nap                                    | Alexander and the Terrible, Horrible, No Good, Very Bad Day           | Nina                                    | Megan Mullally            |
| 2014           | Jégkatasztrófa                                           | Christmas Icetastrophe                                                | Faye Ratchet                            | Boti Bliss                |
| 2014           | Jobb, ha hallgatsz                                       | Kill the Messenger                                                    | Coral Baca                              | Paz Vega                  |
| 2014           | John Wick                                                | John Wick                                                             | Helen                                   | Bridget Moynahan          |
| 2014           | Julie kisasszony                                         | Miss Julie                                                            | Kathleen                                | Samantha Morton           |
| 2014           | Kaliber                                                  | Colt 45                                                               | Isabelle Le Franc százados              | Alice Taglioni            |
| 2014           | Kéjlak                                                   | The Loft                                                              | Anne Morris                             | Rachael Taylor            |
| 2014           | Kellemetlen karácsonyi ünnepek                           | A Merry Friggin' Christmas                                            | Shauna Welnke                           | Wendi McLendon-Covey      |
| 2014           | Kétéjszakás kaland                                       | Two Night Stand                                                       | Faiza                                   | Jessica Szohr             |
| 2014           | Kis gézengúzok nagy napja                                | The Little Rascals Save the Day                                       | Miss Crabtree                           | Valerie Azlynn            |
| 2014           | Lizzie Borden baltát fogott                              | Lizzie Borden Took an Ax                                              | Emma Borden                             | Clea DuVall               |
| 2014           | Longwood legendája                                       | The Legend of Longwood                                                | Lisa Miller                             | Thekla Reuten             |
| 2014           | Másnaposok szerencséje                                   | Walk of Shame                                                         | Rose                                    | Gillian Jacobs            |
| 2014           | Mercy                                                    | Mercy                                                                 | Mercy fiatalon                          | Pepper Binkley            |
| 2014           | Micsoda nők!                                             | Sous les jupes des filles                                             | Rose                                    | Vanessa Paradis           |
| 2014           | Országúti bosszú                                         | The Rover                                                             | Dorothy Peeples                         | Susan Prior               |
| 2014           | Az otthagyottak                                          | Left Behind                                                           | Hattie Durham                           | Nicky Whelan              |
| 2014           | Phoenix bár                                              | Phoenix                                                               | Monika                                  | Kathrin Wehlisch          |
| 2014           | Postás Pat – A mozifilm                                  | Postman Pat: The Movie                                                | Sara Clifton hangja                     | Susan Duerden             |
| 2014           | Rossz kisfiú                                             | Behaving Badly                                                        | Annette Stratton-Osborne                | Heather Graham            |
| 2014           | A séf                                                    | Chef                                                                  | Molly                                   | Scarlett Johansson        |
| 2014           | A simlis bankrabló                                       | Electric Slide                                                        | Tina                                    | Patricia Arquette         |
| 2014           | A sofőr mindig drága                                     | Drive Hard                                                            | Walker ügynök                           | Zoe Ventoura              |
| 2014           | Szerelem, angolosan                                      | Some Kind of Beautiful                                                | Angela                                  | Merrin Dungey             |
| 2014           | Szeretet és köszönet                                     | Love & Mercy                                                          | Melinda Ledbetter                       | Elizabeth Banks           |
| 2014           | Szex a lelke mindennek                                   | The Opposite Sex                                                      | Jane                                    | Mena Suvari               |
| 2014           | Tavaszi menyasszony                                      | A Ring by Spring                                                      | Caryn                                   | Rachel Boston             |
| 2014           | Távozz tőlem, Sátán!                                     | Deliver Us from Evil                                                  | Jane                                    | Olivia Horton             |
| 2014           | Térkép a csillagokhoz                                    | Maps to the Stars                                                     | Christina Weiss                         | Olivia Williams           |
| 2014           | Toszkánai esküvő                                         | Toscaanse bruiloft                                                    | Dominique                               | Carolien Spoor            |
| 2014           | Űrállomás 76                                             | Space Station 76                                                      | Jessica                                 | Liv Tyler                 |
| 2014           | Vadon                                                    | Wild                                                                  | Stacey                                  | Cathryn de Prume          |
| 2014           | Veszélyzóna                                              | Brick Mansions                                                        | Rayzah                                  | Ayisha Issa               |
| 2015           | 90 perc a Mennyországban                                 | 90 Minutes in Heaven                                                  | Eva Piper                               | Kate Bosworth             |
| 2015           | Agymanók                                                 | Inside Out                                                            | Anya Haragja hang                       | Paula Bell                |
| 2015           | Aladdin legújabb kalandjai                               | Les nouvelles aventures d'Aladin                                      | Barbara / Rababa                        | Audrey Lamy               |
| 2015           | Star Wars VII. rész – Az ébredő Erő                      | Star Wars: The Force Awakens                                          | Jessica "Testor" Pava                   | Jessica Henwick           |
| 2015           | Dínó tesó                                                | The Good Dinosaur                                                     | Lurleane hangja                         | Carrie Paff               |
| 2015           | Élő halottak – Az őrtorony                               | Dead Rising                                                           | Jordan                                  | Keegan Connor Tracy       |
| 2015           | Fák jú, Tanár úr! 2.                                     | Fack ju Göhte 2                                                       | Charlie                                 | Jana Pallaske             |
| 2015           | A felső tízezer                                          | The Leisure Class                                                     | Allison                                 | Scottie Thompson          |
| 2015           | Feszültség                                               | Life on the Line                                                      | Bailey                                  | Kate Bosworth             |
| 2015           | Gengsztervér                                             | Gangster Ka                                                           | Sandra                                  | Vlastina Svátková         |
| 2015           | Halálos iramban 7.                                       | Furious 7                                                             | Letty Ortiz                             | Michelle Rodriguez        |
| 2015           | Heidi                                                    | Heidi                                                                 | Rottenmeier kisasszony                  | Katharina Schüttler       |
| 2015           | Igaz történet                                            | True Story                                                            | Cheryl                                  | Betty Gilpin              |
| 2015           | Jesse Stone – A bostoni hasfelmetsző esete               | Jesse Stone: Lost in Paradise                                         | Sydney Greenstreet hadnagy              | Leslie Hope               |
| 2015           | Joy                                                      | Joy                                                                   | Cindy                                   | Drena De Niro             |
| 2015           | Korlátok nélkül                                          | Full Out                                                              | Susan Berlin                            | Ramona Milano             |
| 2015           | Macbeth                                                  | Macbeth                                                               | Lady Macduff                            | Elizabeth Debicki         |
| 2015           | Majmok a csúcson                                         | Pourquoi j'ai pas mangé mon père                                      | Gudule hangja                           | Johanna Hilaire           |
| 2015           | Momentum                                                 | Momentum                                                              | Jessica                                 | Jenna Saras               |
| 2015           | A nagy dobás                                             | The Big Short                                                         | Margot Robbie                           | Margot Robbie             |
| 2015           | The Overnight                                            | The Overnight                                                         | Charlotte                               | Judith Godrèche           |
| 2015           | Páros megváltás                                          | Nessuno si salva da solo                                              | Delia                                   | Jasmine Trinca            |
| 2015           | Puerto Rico-i zsaruk Párizsban                           | Puerto Ricans in Paris                                                | Gloria                                  | Rosie Perez               |
| 2015           | Rablók                                                   | Braqueurs                                                             | Marion                                  | Jeanne Bournaud           |
| 2015           | A ruhakészítő                                            | The Dressmaker                                                        | Muriel Pratt                            | Rebecca Gibney            |
| 2015           | Schneider vs. Bax                                        | Schneider vs. Bax                                                     | Francisca                               | Maria Kraakman            |
| 2015           | Sérülés                                                  | Concussion                                                            | Keana Strzelczyk                        | Bitsie Tulloch            |
| 2015           | Sétáló agyhalottak                                       | Walking with the Dead                                                 | Isaac                                   | Jacqui Holland            |
| 2015           | A Skorpiókirály 4. – Harc a hatalomért                   | The Scorpion King: The Lost Throne                                    | Jankara                                 | Eve Torres                |
| 2015           | Sötét helyek                                             | Dark Places                                                           | Libby Day                               | Charlize Theron           |
| 2015           | Straight Outta Compton                                   | Straight Outta Compton                                                | Tomica                                  | Carra Patterson           |
| 2015           | A szörny az anakonda ellen                               | Lake Placid vs. Anaconda                                              | Sarah Murdoch                           | Annabel Wright            |
| 2015           | A szüfrazsett                                            | Suffragette                                                           | Maud Watts                              | Carey Mulligan            |
| 2015           | Titkok hálójában                                         | Zipper                                                                | Mona                                    | Mona Fortuna              |
| 2015           | Tökéletes hang 2.                                        | Pitch Perfect 2                                                       | Gail                                    | Elizabeth Banks           |
| 2015           | Egy tökéletes nap                                        | A Perfect Day                                                         | Sophie                                  | Mélanie Thierry           |
| 2016           | 6,9 a Richter-skálán                                     | 6.9 pe scara Richter                                                  | Lorena                                  | Miruna Bilei              |
| 2016           | Bizonyosság                                              | Confirmation                                                          | Angela Wright                           | Jennifer Hudson           |
| 2016           | Éjszakai ragadozók                                       | Nocturnal Animals                                                     | Laura Hastings                          | Isla Fisher               |
| 2016           | Gyilkosság folytatásokban                                | Serialized                                                            | Hannah                                  | Vanessa Ray               |
| 2016           | Harcos Amazonok Klubja                                   | Female Fight Club                                                     | Bex                                     | Amy Johnston              |
| 2016           | Hiú ábrándok                                             | Mean Dreams                                                           | Lynette Ford                            | Vickie Papavs             |
| 2016           | Kedves Eleanor                                           | Dear Eleanor                                                          | Daisy                                   | Jessica Alba              |
| 2016           | Kémek a szomszédban                                      | Keeping Up with the Joneses                                           | Meg Craverston                          | Maribeth Monroe           |
| 2016           | Kickboxer: A bosszú ereje                                | Kickboxer: Vengeance                                                  | Marcia                                  | Gina Carano               |
| 2016           | Kiéhezettek                                              | The Girl with All the Gifts                                           | Dr. Selkirk                             | Anamaria Marinca          |
| 2016           | Kitervelt románc                                         | Love by Chance                                                        | Claire Michaels                         | Beau Garrett              |
| 2016           | Krakkói csodák                                           | Bóg w Krakowie                                                        | Ola Zarzecka                            | Karolina Chapko           |
| 2016           | Meglopni egy tolvajt                                     | Cien años de perdón                                                   | Sandra                                  | Patricia Vico             |
| 2016           | A mestergyilkos – Feltámadás                             | Mechanic: Resurrection                                                | Gina                                    | Jessica Alba              |
| 2016           | Miss Sloane                                              | Miss Sloane                                                           | Lauren                                  | Grace Lynn Kung           |
| 2016           | Pusszantalak, drágám – A film                            | Absolutely Fabulous: The Movie                                        | Miquita Oliver                          | Miquita Oliver            |
| 2016           | Szenilla nyomában                                        | Finding Dory                                                          | Daisy hangja                            |                           |
| 2016           | Az új kezdet útjai                                       | 100 Streets                                                           | Kathy                                   | Kierston Wareing          |
| 2016           | Üzenetek                                                 | Sticky Notes                                                          | Athena                                  | Rose Leslie               |
| 2016           | Vaiana                                                   | Moana                                                                 | farmer hangja                           |                           |
| 2016           | The Veil                                                 | The Veil                                                              | Maggie Price                            | Jessica Alba              |
| 2016           | Virsliparti                                              | Sausage Party                                                         | Loretta hangja                          | Maryke Hendrikse          |
| 2016           | xXx: Újra akcióban                                       | xXx: Return of Xander Cage                                            | Lola                                    | Ariadna Gutiérrez-Arévalo |
| 2016           | Zootropolis – Állati nagy balhé                          | Zootopia                                                              | kiképzőtiszt hangja                     | Fuschia!                  |
| 2016           | Zsivány Egyes – Egy Star Wars-történet                   | Rogue One: A Star Wars Story                                          | Pamlo szenátor                          | Sharon Duncan-Brewster    |
| 2017           | Anna és Ben                                              | Band Aid                                                              | Grace                                   | Hannah Simons             |
| 2017           | Anyám!                                                   | Mother!                                                               | Herald                                  | Kristen Wiig              |
| 2017           | Arany kijárat                                            | Golden Exits                                                          | Alyssa                                  | Chloë Sevigny             |
| 2017           | Coco                                                     | Coco                                                                  | műsorvezető hangja                      | Blanca Aracelli           |
| 2017           | Csajos utazás                                            | Girls Trip                                                            | Bethany                                 | Lara Grice                |
| 2017           | A csillag                                                | The Star                                                              | Leah hangja                             | Kelly Clarkson            |
| 2017           | A csőd szélén                                            | Jekyll Island                                                         | Sarah Schwab                            | Mary McCormack            |
| 2017           | Csók a tábortűznél                                       | Campfire Kiss                                                         | Robyn                                   | Kendall Cross             |
| 2017           | Én, Tonya                                                | I, Tonya                                                              | Dody Teachman                           | Bojana Novakovic          |
| 2017           | Érdekszomszédság                                         | Zaun an Zaun                                                          | Sissi                                   | Esther Schweins           |
| 2017           | Esküvő extrákkal                                         | Another Kind of Wedding                                               | Carrie                                  | Jessica Paré              |
| 2017           | Fagyos pokol                                             | 6 Below: Miracle on the Mountain                                      | Sarah                                   | Sarah Dumont              |
| 2017           | A galaxis őrzői vol. 2.                                  | Guardians of the Galaxy Vol. 2                                        | Gamora                                  | Zoë Saldana               |
| 2017           | Haláli csajok                                            | Tragedy Girls                                                         | Mrs Kent                                | Nicky Whelan              |
| 2017           | Halálos iramban 8.                                       | The Fate of the Furious                                               | Letty Ortiz Toretto                     | Michelle Rodriguez        |
| 2017           | Harmadnaposok 2.                                         | A Few Less Men                                                        | Janet                                   | Pip Edwards               |
| 2017           | John Wick: 2. felvonás                                   | John Wick: Chapter 2                                                  | Helen                                   | Bridget Moynahan          |
| 2017           | Karmikus kérdés                                          | Questione di Karma                                                    | Serena                                  | Daniela Virgilio          |
| 2017           | Kicsinyítés                                              | Downsizing                                                            | Carol Johnson                           | Maribeth Monroe           |
| 2017           | Kisvárosi ütközet                                        | Check Point                                                           | Libby                                   | Krista Grotte             |
| 2017           | Logan Lucky – A tuti balhé                               | Logan Lucky                                                           | Bobbie Jo Chapman                       | Katie Holmes              |
| 2017           | Lökéshullámok                                            | Chak Daan juen ga                                                     | Carmen Li                               | Jia Song                  |
| 2017           | Marshall – Állj ki az igazságért!                        | Marshall                                                              | Buster Marshall                         | Keesha Sharp              |
| 2017           | Marvel szuperhősök: A galaxis őrzői: A Thanos fenyegetés | LEGO Marvel Super Heroes – Guardians of the Galaxy: The Thanos Threat | Gamora hangja                           | Vanessa Marshall          |
| 2017           | Meztelen befutó                                          | Flitzer                                                               | Sandra Strebel                          | Doro Müggler              |
| 2017           | My Little Pony: A film                                   | My Little Pony: The Movie                                             | Applejack hangja                        | Ashleigh Ball             |
| 2017           | Nyírjuk ki Günthert!                                     | Killing Gunther                                                       | Sanaa                                   | Hannah Simone             |
| 2017           | Power Rangers                                            | Power Rangers                                                         | Rita Repulsa                            | Elizabeth Banks           |
| 2017           | Sosem felejtek                                           | A Lover Betrayed                                                      | Nora                                    | Tava Smiley               |
| 2017           | Szaljut–7                                                | Salyut-7                                                              | Natasa, az orvos                        | Natalya Kudryashova       |
| 2017           | Tökéletes hang 3.                                        | Pitch Perfect 3                                                       | Gail                                    | Elizabeth Banks           |
| 2017           | Újra otthon                                              | Home Again                                                            | Kori                                    | Jen Kirkman               |
| 2017           | Viszontlátásra odafönt                                   | Au revoir là-haut                                                     | Pauline                                 | Mélanie Thierry           |
| 2017           | Wonder Woman                                             | Wonder Woman                                                          | Méreg professzor / Dr. Maru             | Elena Anaya               |
| 2017           | A Zodiákus újra öl                                       | Awakening the Zodiac                                                  | Zoe Branson                             | Leslie Bibb               |
| 2018           | 25 km/h – Féktelen száguldás                             | 25 km/h                                                               | Ingrid                                  | Alexandra Maria Lara      |
| 2018           | Amikor lehunyod a szemed                                 | Mara                                                                  | Helena                                  | Rosie Fellner             |
| 2018           | Bocs, hogy zavarom                                       | Sorry to Bother You                                                   | Diana DeBauchery                        | Kate Berlant              |
| 2018           | Bosszúállók: Végtelen háború                             | Avengers: Infinity War                                                | Gamora                                  | Zoë Saldana               |
| 2018           | Braven                                                   | Braven                                                                | Stephanie Braven                        | Jill Wagner               |
| 2018           | Cameron Post rossz nevelése                              | The Miseducation of Cameron Post                                      | Ruth                                    | Kerry Butler              |
| 2018           | Claire Darling utolsó húzása                             | La dernière folie de Claire Darling                                   | Claire Darling fiatalon                 | Alice Taglioni            |
| 2018           | Életem értelmei                                          | Nos batailles                                                         | Agathe                                  | Sarah Le Picard           |
| 2018           | Elszigetelve                                             | Abgeschnitten                                                         | ügyvédnő                                | Jana Klinge               |
| 2018           | Esküvő újratöltve                                        | The Wedding Do Over                                                   | Bonnie                                  | Libby Ewing               |
| 2018           | Esti sikola                                              | Night School                                                          | Maya                                    | Yvonne Orji               |
| 2018           | A férjem titkos felesége                                 | My Husband's Secret Wife                                              | Melanie                                 | Briana Evigan             |
| 2018           | God of War                                               | God of War                                                            | Freya hangja                            | Danielle Bisutti          |
| 2018           | Gondoskodom rólad                                        | Care                                                                  | Claire                                  | Sineaud Keenan            |
| 2018           | Halálfutam: Totális anarchia                             | Death Race 4: Beyond Anarchy                                          | Bexie                                   | Cassie Clare              |
| 2018           | Haláli bábjáték                                          | The Happytime Murders                                                 | Jenny                                   | Elizabeth Banks           |
| 2018           | Hullagyáros                                              | Accident Man                                                          | Hasfelmetsző Jane                       | Amy Johnston              |
| 2018           | Így ne legyél elnök                                      | The Front Runner                                                      | Donna Rice                              | Sara Paxton               |
| 2018           | Isten hozott Marwenben                                   | Welcome to Marwen                                                     | Wendy                                   | Stefanie von Pfetten      |
| 2018           | Karácsonyi betörés                                       | Christmas Break-In                                                    | Barbi                                   | Katrina Begin             |
| 2018           | Kegyetlen bosszú                                         | A Mother's Worst Fear                                                 | Victoria                                | Tandi Tugwell             |
| 2018           | Kegyetlen zsaruk                                         | Dragged Across Concrete                                               | Melanie Ridgeman                        | Laurie Holden             |
| 2018           | Kickboxer: Megtorlás                                     | Kickboxer: Retaliation                                                | Gamon                                   | Jessica Jann              |
| 2018           | A kidobó                                                 | Lukas                                                                 | Lisa Zaccherini                         | Sveva Alviti              |
| 2018           | Nicky Larson: Ölni vagy kölni?                           | Nicky Larson et le parfum de Cupidon                                  | a tetovált csaj                         | Reem Kherici              |
| 2018           | Örvény                                                   | The Swerve                                                            | Holly                                   | Azura Skye                |
| 2018           | Az otthoniak                                             | The Domestics                                                         | Nina West                               | Kate Bosworth             |
| 2018           | A papa Volgája                                           | Tátova volha                                                          | Jana                                    | Ivana Uhlírová            |
| 2018           | Pszichoanyu                                              | Tully                                                                 | Marlo                                   | Charlize Theron           |
| 2018           | Ralph lezúzza a netet                                    | Ralph Breaks the Internet                                             | Ebay Elayne hangja                      | Rebecca Wisocky           |
| 2018           | Silvio és a többiek                                      | Loro                                                                  | Tamara                                  | Euridice Axen             |
| 2018           | A sötét tengeren                                         | Black Water                                                           | Cass                                    | Jasmine Waltz             |
| 2018           | A szavak ereje                                           | Sometimes Always Never                                                | Sue                                     | Alice Lowe                |
| 2018           | A tanítónő                                               | The Kindergarten Teacher                                              | Marianne                                | Libya Pugh                |
| 2018           | Tébolyult                                                | Unsane                                                                | Sawyer Valentini                        | Claire Foy                |
| 2018           | A történet                                               | The Tale                                                              | Nettie fiatalon                         | Laura Allen               |
| 2018           | Vita és Virginia – Szerelmünk története                  | Vita & Virginia                                                       | Virginia Woolf                          | Elizabeth Debicki         |
| 2019           | 7500                                                     | 7500                                                                  | Nathalie                                | Aurélie Thépaut           |
| 2019           | Abbahagyom, ha akarom                                    | Lo dejo cuando quiera                                                 | Gloria                                  | Amaia Salamanca           |
| 2019           | Ad Astra – Út a csillagokba                              | Ad Astra                                                              | Tanya Pincus                            | Natasha Lyonne            |
| 2019           | Álomnagyi                                                | C'est quoi cette mamie?!                                              | Sophie                                  | Julie Gayet               |
| 2019           | Batman: Hush                                             | Batman: Hush                                                          | Selina Kyle hangja                      | Jennifer Morrison         |
| 2019           | Bosszúállók: Végjáték                                    | Avengers: Endgame                                                     | Gamora                                  | Zoë Saldana               |
| 2019           | Botrány                                                  | Bombshell                                                             | Jeanine Pirro bíró                      | Alanna Ubach              |
| 2019           | Brexit: Háborúban mindent szabad                         | Brexit: The Uncivil War                                               | Elizabeth Denham                        | Lucy Russell              |
| 2019           | Star Wars IX. rész – Skywalker kora                      | Star Wars: Episode IX – The Rise of Skywalker                         | Kandia                                  | Amanda Hale               |
| 2019           | A csillagokig                                            | To the Stars                                                          | Hazel Atkins                            | Adelaide Clemens          |
| 2019           | A csodagyerek                                            | The Prodigy                                                           | Margaret St. James                      | Brittany Allen            |
| 2019           | Demóna: A sötétség úrnője                                | Maleficent: Mistress of Evil                                          | Shrike                                  | Judith Shekoni            |
| 2019           | Egy adag boldogság                                       | A Dose of Happiness                                                   | Krasi                                   | Irmena Chichikova         |
| 2019           | Az éjszakai járőr                                        | Crown Vic                                                             | Tracy Peters                            | Bridget Moynahan          |
| 2019           | Az elfeledett karácsony                                  | Snekker Andersen og den vesle bygda som glømte at det var jul         | Maja néni                               | Marie Blokhus             |
| 2019           | A humorista                                              | Yumorist                                                              | Elvira                                  | Alisa Khazanova           |
| 2019           | Jégvarázs 2.                                             | Frozen II                                                             | Halima hangja                           | Halima V. Hudson          |
| 2019           | Joker                                                    | Joker                                                                 | Penny fiatalon                          | Hannah Gross              |
| 2019           | Király ez a srác!                                        | The Kid Who Would Be King                                             | Morgana                                 | Rebecca Ferguson          |
| 2019           | Lázadók                                                  | Rebelles                                                              | Marilyn                                 | Audrey Lamy               |
| 2019           | A nélkülözhetetlen boldogság pillanatai                  | Momenti di trascurabile felicità                                      | Agata                                   | Thony                     |
| 2019           | Nem vagyok gyilkos                                       | Non sono un assassino                                                 | Beatrice                                | Sarah Felberbaum          |
| 2019           | Az oroszlánkirály                                        | The Lion King                                                         | Gyöngytyúk hangja                       | Amy Sedaris               |
| 2019           | Patrick                                                  | De Patrick                                                            | Sabrina                                 | Tine Van den Wyngaert     |
| 2019           | Egy pomponlány meggyilkolása                             | Death of a Cheerleader                                                | Bridget Moretti                         | Aubrey Peeples            |
| 2019           | A rossz anya                                             | The Wrong Mommy                                                       | Melanie                                 | Jessica Morris            |
| 2019           | Szívek királynője                                        | Dronningen                                                            | Lina                                    | Stine Gyldenkerne         |
| 2019           | Teljes titoktartás                                       | Les traducteurs                                                       | Ingrid Korbel                           | Anna Maria Sturm          |
| 2019           | Tőrbe ejtve                                              | Knives Out                                                            | Donna Thrombey                          | Riki Lindhome             |
| 2019           | Übergáz                                                  | Stuber                                                                | Becca                                   | Betty Gilpin              |
| 2019           | Az ügynöknő                                              | The Operative                                                         | Rachel                                  | Diane Kruger              |
| 2019           | A vágyak földjén                                         | Dreamland                                                             | Olivia Evans                            | Kerry Condon              |
| 2019           | Versenyfutás az ördöggel                                 | Running with the Devil                                                | megbízott ügynök                        | Leslie Bibb               |

### 2020-as évek
| A 2020-as évek | A 2020-as évek                                       | A 2020-as évek                                   | A 2020-as évek              | A 2020-as évek        |
| Év             | Magyar cím                                           | Eredeti cím                                      | Szerep                      | Színész               |
| -------------- | ---------------------------------------------------- | ------------------------------------------------ | --------------------------- | --------------------- |
| 2020           | 30 nap maximum                                       | 30 jours max                                     | Linda                       | Reem Kherici          |
| 2020           | Antebellum: A kiválasztott                           | Antebellum                                       | Veronica / Eden             | Janelle Monáe         |
| 2020           | Dolittle                                             | Dolittle                                         | Bethan Stubbins             | Joanna Page           |
| 2020           | Egyszerűen Moszkva                                   | Moskau Einfach!                                  | Margot                      | Eva Bay               |
| 2020           | Előre                                                | Onward                                           | Harmat hangja               | Grey DeLisle          |
| 2020           | Freaky                                               | Freaky                                           | Mrs Detmer                  | Brooke Jaye Taylor    |
| 2020           | Garantált szerelem                                   | Love, Guaranteed                                 | Arianna                     | Kandyse McClure       |
| 2020           | Gombos Jim és a Rettegett 13                         | Jim Knopf und die Wilde 13                       | Mitmondné                   | Annette Frier         |
| 2020           | A halhatatlan gárda                                  | The Old Guard                                    | Andy                        | Charlize Theron       |
| 2020           | Holly bekavar                                        | Holly Slept Over                                 | Holly                       | Nathalie Emmanuel     |
| 2020           | II. Erzsébet: Saját szavaimmal                       | The Queen: In Her Own Words                      | II. Erzsébet brit királynő  | II. Erzsébet          |
| 2020           | A Jönsson banda                                      | Se upp för Jönssonligan                          | Regina Wall                 | MyAnna Buring         |
| 2020           | Juliska és Jancsi                                    | Gretel & Hansel                                  | boszorkány                  | Jessica De Gouw       |
| 2020           | Keresztanyu                                          | Godmothered                                      | Duff                        | Artemis Pebdani       |
| 2020           | Lelki ismeretek                                      | Soul                                             | Marge hangja                | Peggy Flood           |
| 2020           | A Mikulás angyala                                    | The Santa Squad                                  | Kimmee                      | Paniz Zade            |
| 2020           | Percy                                                | Percy                                            | Jane                        | Monique Alvarez       |
| 2020           | SpongyaBob: Spongya szökésben                        | The SpongeBob Movie: Sponge on the Run           | Otto hangja                 | Awkwafina             |
| 2020           | Szerelem jegesen                                     | Love on Iceland                                  | Isabella                    | Patti Murin           |
| 2020           | Szerelmek, esküvők és egyéb katasztrófák             | Love, Weddings & Other Disasters                 | Bev                         | Veronica Ferres       |
| 2020           | A természet ereje                                    | Force of Nature                                  | Troy                        | Kate Bosworth         |
| 2020           | Tü-tü, Kori: A Chrissy tánc                          | Go! Go! Cory Carson: The Chrissy                 | Mama hangja                 |                       |
| 2020           | Vadászat                                             | The Hunt                                         | Crystal                     | Betty Gilpin          |
| 2020           | Wander                                               | Wander                                           | Shelley Luscomb             | Heather Graham        |
| 2020           | Xico utazása                                         | El Camino de Xico                                | Lupita hangja               |                       |
| 2020           | Zombik 2.                                            | Zombies 2                                        | Lee igazgató                | Naomi Snieckus        |
| 2020           | Zuhanás                                              | Falling                                          | Gwen                        | Hannah Gross          |
| 2020           | A zűr babával jár                                    | Young, Stalked, and Pregnant                     | Chloe                       | Clea DeCrane          |
| 2021           | Anya kontra androidok                                | Mother/Android                                   | Dr. Howe                    | Kate Avallone         |
| 2021           | A bűnös                                              | The Guilty                                       | Denise Wade őrmester        | Christina Vidal       |
| 2021           | Camelot – Harcok trónja                              | Kaamelott - Premier volet                        | Wulfstan                    | Jehnny Beth           |
| 2021           | Démoni                                               | Demonic                                          | Angela                      | Nathalie Boltt        |
| 2021           | Az éjszaka fogai                                     | Night Teeth                                      | Grace                       | Megan Fox             |
| 2021           | Furioza                                              | Furioza                                          | Ewa "Vadóc" Drzewiecka      | Weronika Ksiazkiewicz |
| 2021           | Gyilkos randevú                                      | Dating a Killer                                  | Diane Caldwell              | Zoe Cramond           |
| 2021           | Hajsza egy gyilkos után                              | Midnight in the Switchgrass                      | Rebecca                     | Megan Fox             |
| 2021           | Halálos iramban 9.                                   | F9: The Fast Saga                                | Letty                       | Michelle Rodriguez    |
| 2021           | A halottak hadserege                                 | Army of the Dead                                 | Geeta                       | Huma Qureshi          |
| 2021           | Hipnózisban                                          | Hypnotic                                         | Jenn Tompson                | Kate Siegel           |
| 2021           | A holnap háborúja                                    | The Tomorrow War                                 | Emmy Forester               | Betty Gilpin          |
| 2021           | A katolikus iskola                                   | La scuola cattolica                              | Coralia                     |                       |
| 2021           | A kiválóság ára                                      | Killer Grades                                    | Wendy                       | Liz Fenning           |
| 2021           | Koati                                                | Koati                                            | Zaina hangja                | Sofía Vergara         |
| 2021           | A Lármás család: A film                              | The Loud House Movie                             | Lynn hangja                 | Jessica Di Cicco      |
| 2021           | Luca                                                 | Luca                                             | Signora Marsigliese hangja  | Marina Massironi      |
| 2021           | A mag                                                | Die Saat                                         | Nadine                      | Anna Blomeier         |
| 2021           | Nyolvan nap alatt a Föld körül                       | Fix hangja                                       | Céline Ronté                |                       |
| 2021           | Az oltalmazó                                         | The Marksman                                     | Sarah                       | Katheryn Winnick      |
| 2021           | Papíron jónak tűnt                                   | Good on Paper                                    | Margot                      | Margaret Cho          |
| 2021           | Sophie rémálma                                       | My Terrorized Teen                               | Grace                       | Liz Fenning           |
| 2021           | Svindler                                             | The Card Counter                                 | La Linda                    | Tiffany Haddish       |
| 2021           | Az utazás                                            | I onde dager                                     | Lisa                        | Noomi Rapace          |
| 2021           | Végtelen                                             | Infinite                                         | Trace                       | Kae Alexander         |
| 2021           | Veszélyeztetett faj                                  | Endangered Species                               | Lauren Halsey               | Rebecca Romijn        |
| 2022           | 355                                                  | The 355                                          | Marie Schmidt               | Diane Kruger          |
| 2022           | Álom két keréken                                     | Along for the Ride                               | Heidi                       | Kate Bosworth         |
| 2022           | A bűnös nővér                                        | Framed by My Sister                              | Alex/Raina/Trinity          | Scout Taylor-Compton  |
| 2022           | Chip és Dale: A Csipet Csapat                        | Chip 'n Dale: Rescue Rangers                     | Tigra hangja                | Liz Cackowski         |
| 2022           | Egykor híres voltam                                  | I Used to be Famous                              | Kimberly                    | Kimberley Walsh       |
| 2022           | Énidő                                                | Me Time                                          | Azul                        | Melanie Minichino     |
| 2022           | Hat lépés a karácsony                                | Six degrees of Santa                             | Zoey                        | Alex Jade             |
| 2022           | Határtalan karácsony                                 | In Merry Measure                                 | Darcy                       | Patti Murin           |
| 2022           | Hűséges barátnők                                     | Faithfully Yours                                 | Isabel Luijten              | Elise Schaap          |
| 2022           | Karácsonyi kiszállítás                               | Jeszce przed swietami                            | Barbara                     | Zuzanna Puławska      |
| 2022           | Két jegy Görögországba                               | Les Cyclades                                     | Blandine Bouvier            | Olivia Côte           |
| 2022           | King – Egy kis oroszlán nagy kalandja                | King                                             | Louise                      | Clémentine Baert      |
| 2022           | A konyhafőnök                                        | La Brigade                                       | Cathy Marie                 | Audrey Lamy           |
| 2022           | A lány a képen                                       | Girl in the Picture                              | Jenny                       |                       |
| 2022           | Maigret és a titokzatos lány                         | Maigret                                          | Irène                       | Elizabeth Bourgine    |
| 2022           | Marilyn Monroe rejtélye: A soha nem hallott szalagok | The Mystery of Marilyn Monroe: The Unheard Tapes | Peggy Fuery                 | Jason Rudenskaya      |
| 2022           | Marlowe                                              | Marlowe                                          | Clare Cavendish             | Diane Kruger          |
| 2022           | A másik nővér                                        | The Good Nurse                                   | Linda Garran                | Kim Dickens           |
| 2022           | Mentsük meg az esküvőt!                              | The Wedding Fix                                  | Rachel                      | Alisha-Marie Ahamed   |
| 2022           | Mindörökké Jackass                                   | Jackass Forever                                  | Rachel Wolfson              | Rachel Wolfson        |
| 2022           | A parfümkészítő                                      | Der Parfumeur                                    | Rosa Schmolek               | Sina Martens          |
| 2022           | Pirula Panda                                         | Turning Red                                      | Chen hangja                 | Lori Tan Chinn        |
| 2022           | Randi Delaney módra                                  | Dating the Delaneys                              | Maggie Delaney              | Rachel Boston         |
| 2022           | Segíts Bearnek és Ranveernek!                        | Ranveer vs. Wild with Bear Grylls                | Deepika                     |                       |
| 2022           | A sötétség háza                                      | House of Darkness                                | Mina Murray                 | Kate Bosworth         |
| 2022           | Spirál                                               | Le torrent                                       | Juliette Boiron             | Ophélia Kolb          |
| 2022           | Spoilerveszély                                       | Spoiler Alert                                    | Nina                        | Nikki M. James        |
| 2022           | Szamaritánus                                         | Samaritan                                        | Tiffany Cleary              | Dascha Polanco        |
| 2022           | Szívparádé                                           | Parada serc                                      | Zula                        | Monika Krzywkowska    |
| 2022           | A szomorúság háromszöge                              | Triangle of Sadness                              | Paula                       | Vicki Berlin          |
| 2022           | Szunnyadó szörny                                     | Tagurpidi torn                                   | Katrin                      | Evelin Võigemast      |
| 2022           | They/Them – Az átnevelő tábor                        | They/Them                                        | Molly Erickson              | Anna Chlumsky         |
| 2022           | A Wagner-csoport: Putyin titkos hadserege            | Wagner, l'armée de l'ombre de Poutine            | narrátor hangja             | Alexandra Jousset     |
| 2023           | Álmaid hőse                                          | Dream Scenario                                   | Carlota                     | Krista Bridges        |
| 2023           | Az arany illata                                      | CASH                                             | Béatrice Breuil             | Nina Meurisse         |
| 2023           | A bérgyilkos                                         | Assassin                                         | Olivia                      | Fernanda Andrade      |
| 2023           | Egynyári barátság 2.                                 | Vacation Friends 2                               | Emily                       | Yvonne Orji           |
| 2023           | Elena tudja                                          | Elena sabe                                       | Isabel                      | Mey Scápola           |
| 2023           | Eljött hozzám                                        | She Came To Me                                   | Magdalena Szyskowski        | Joanna Kulig          |
| 2023           | Eszeveszett küldetés                                 | 3 jours max                                      | Linda                       | Reem Kherici          |
| 2023           | Feláldozh4tók                                        | Expend4bles                                      | Gina                        | Megan Fox             |
| 2023           | Fűrész X.                                            | Saw X                                            | Amanda Young                | Shawnee Smith         |
| 2023           | A galaxis őrzői: 3. rész                             | Guardians of the Galaxy Vol. 3                   | Gamora                      | Zoë Saldana           |
| 2023           | Halálos iramban 10.                                  | Fast X                                           | Letty Ortiz                 | Michelle Rodriguez    |
| 2023           | Hidegvér                                             | Reptile                                          | Dolores, Wally felesége     | Tiffany Fallon        |
| 2023           | A könnymester legendája                              | Fabbricante di lacrime                           | anya                        |                       |
| 2023           | Maestro                                              | Maestro                                          | Felicia Montealegre         | Carey Mulligan        |
| 2023           | Manta, Manta: Padlógáz!                              | Manta, Manta – Zwoter Teil                       | Svenja                      | Isabel Vollmer        |
| 2023           | Mind idegenek vagyunk                                | All of Us Strangers                              | anya                        | Claire Foy            |
| 2023           | Minden idők legjobb karácsonya                       | Best. Christmas. Ever!                           | Charlotte Sanders           | Heather Graham        |
| 2023           | Nálad vagy nálam?                                    | Your Place or Mine                               | Vanessa                     | Shiri Appleby         |
| 2023           | A nap, amikor apu megmenti a karácsonyt              | La Navidad en sus manos                          | pókerező medika             | Ruth Armas            |
| 2023           | Öreg gyilkos, nem vén gyilkos                        | The Retirement Plan                              | Hector                      | Grace Byers           |
| 2023           | Rachel Stone: Mindent vagy semmit                    | Heart of Stone                                   | Yang                        | Jing Lusi             |
| 2023           | Sylvanian Families – A mozifilm: Freja ajándéka      | Sylvanian Families the Movie: A Gift from Freya  | Avril hangja                |                       |
| 2023           | Szív nélkül                                          | Sem Coração                                      | Fátima                      | Maeve Jinkings        |
| 2023           | Téli szünet                                          | The Holdovers                                    | Judy Clotfelter             | Gillian Vigman        |
| 2023           | Utolsó hívás Isztambulba                             | Istanbul Için Son Çagri                          | sárga ruhás                 |                       |
| 2023           | Az utolsó őrszem                                     | Last Sentinel                                    | Cassidy                     | Kate Bosworth         |
| 2023           | Zoey babája                                          | Zoe's Having a Baby                              | Lacey                       | Priti Panchal         |
| 2024           | A 6888. zászlóalj                                    | The Six Triple Eight                             | Abby Noel Campbell kapitány | Milauna Jackson       |
| 2024           | Agymanók 2.                                          | Inside Out 2                                     | Anya Haragja hangja         | Paula Pell            |
| 2024           | A boldogság természete                               | Happiness Is                                     | Nelly                       | Phaphama Nqabeni      |
| 2024           | Cápák a Szajnában                                    | Sous la Seine                                    | Sophia                      | Bérénice Bejo         |
| 2024           | Hirtelen menyasszony                                 | L'heureuse élue                                  | Sidonie                     | Clémence Bretécher    |
| 2024           | Kóbor árnyék                                         | The Shadow Strays                                | Soriah                      | Taskya Namya          |
| 2024           | A manőver                                            | Slingshot                                        | Zoe                         | Emily Beecham         |
| 2024           | A méhész                                             | The Beekeeper                                    | Janet Harward               | Minnie Driver         |
| 2024           | A nagy utazás Ausztráliába                           | A Journey                                        | Juako                       |                       |
| 2024           | Nyakig a slamasztikában                              | Strul                                            | Camilla                     | Paloma Winneth        |
| 2024           | Párhuzamos életek                                    | El lugar de la otra                              | Adriana Silva               | Maria José Parga      |
| 2024           | A Riviéra angyalai                                   | Nice Girls                                       | Léo                         | Alice Taglioni        |
| 2024           | Spermageddon                                         | Spermageddon                                     | Agyina hangja               | Ingrid Bolsø Berdal   |
| 2024           | Tárgyalás az életért                                 | No Negociable                                    | Lobatón képviselőasszony    |                       |
| 2024           | Az űrhajós                                           | Spaceman                                         | Lenka                       | Carey Mulligan        |
| 2024           | Venom – Az utolsó menet                              | Venom: The Last Dance                            | Újhold                      | Alanna Ubach          |
| 2025           | A halhatatlan gárda 2.                               | The Old Guard 2                                  | Andy                        | Charlize Theron       |
| 2025           | Lilo és Stitch – A csillagkutya                      | Lilo & Stitch                                    | főtanácsosnő hangja         | Hannah Waddingham     |
| 2025           | Már megint nem férek a bőrödbe                       | Freakier Friday                                  | Vivian                      | Mary Sohn             |
| 2025           | A melós                                              | A Working Man                                    | Carla Garcia                | Noemi Gonzalez        |
| 2025           | Mennyei zűrzavar                                     | Anges & Cie                                      | Marion                      | Marion Creusvaux      |
| 2025           | Novokain                                             | Novocaine                                        | Mincy                       | Betty Gabriel         |

## Televíziós sorozatok
| Televíziós sorozatok | Televíziós sorozatok                        | Televíziós sorozatok                      | Televíziós sorozatok         | Televíziós sorozatok    | Televíziós sorozatok |
| Év                   | Magyar cím                                  | Eredeti cím                               | Szerep                       | Színész                 | Megjegyzések         |
| -------------------- | ------------------------------------------- | ----------------------------------------- | ---------------------------- | ----------------------- | -------------------- |
| 1960                 | Bonanza                                     | Bonanza                                   | Regina Darien                | Patricia Donahue        | 1 epizód             |
| 1964                 | Az Angyal                                   | The Saint                                 | Linda Henderson              | Annette Andre           | 1 epizód             |
| 1964                 | Az Angyal                                   | The Saint                                 | Laura Stride                 | Wanda Ventham           | 1 epizód             |
| 1975                 | Waczak szálló                               | Fawlty Towers                             | Polly Sherman                | Connie Booth            | 6 epizód             |
| 1980                 | Meghökkentő mesék                           | Tales of the Unexpected                   | Sally                        | Lisa Eichhorn           | 1 epizód             |
| 1983                 | T. J. Hooker                                | T. J. Hooker                              | Carol Ann Baker              | Cheryl Paris            | 1 epizód             |
| 1984                 | Airwolf                                     | Airwolf                                   | Tanya Rostoff                | Linda Grovenor          | 1 epizód             |
| 1984                 | Airwolf                                     | Airwolf                                   | Ellie                        | P. J. Soles             | 1 epizód             |
| 1989                 | Quantum Leap – Az időutazó                  | Quantum Leap                              | Jeanie                       | Christine Poor          | 1 epizód             |
| 1990                 | Super Mario kalandjai                       | The Adventures of Super Mario Bros.       | a hercegnő hangja            |                         | 2 epizód             |
| 1994                 | Time Trax – Hajsza az időn át               | Time Trax                                 | Marcia                       | Alyssa-Jane Cook        | 1 epizód             |
| 1996                 | Mortal Kombat: A birodalom védelmezői       | Mortal Kombat: Defenders of the Realm     | Kitana hangja                |                         | 1 epizód             |
| 1996                 | X-akták                                     | The X-Files                               | Sharon Graffia               | Chilton Crane           | 2 epizód             |
| 1998-99              | A hét mesterlövész                          | The Magnificent Seven                     | Claire Mosley                | Meredith Monroe         | 1 epizód             |
| 1998-99              | A hét mesterlövész                          | The Magnificent Seven                     | Ms. Millie                   | Lisa Brenner            | 1 epizód             |
| 1998-99              | A hét mesterlövész                          | The Magnificent Seven                     | Maddie Stokes                | Ashlee Levitch          | 1 epizód             |
| 1999                 | Az elveszett világ                          | The Lost World                            | Elura                        | Simmone Mackinnon       | 1 epizód             |
| 1999                 | Esküdt ellenségek: Különleges ügyosztály    | Law & Order: Special Victims Unit         | Monique Jeffries             | Michelle Hurd           | 1 epizód             |
| 2000                 | Félig üres                                  | Curb Your Enthusiasm                      | hosztesz                     | Laurel Moglen           | 1 epizód             |
| 2000                 | Félig üres                                  | Curb Your Enthusiasm                      | Becky                        | Kaitlin Olson           | 1 epizód             |
| 2001                 | Star Trek: Enterprise                       | Enterprise                                | Suliban Sarin                | Melinda Clarke          | 2 epizód             |
| 2003                 | Peep Show                                   | Peep Show                                 | Sophie Chapman               | Olivia Colman           | 1 epizód             |
| 2004–6               | Lost – Eltűntek                             | Lost                                      | Shannon Rutherford           | Maggie Grace            | 4 epizód             |
| 2005                 | A horror mesterei                           | Masters of Horror                         | nő                           | Kudó Juki               | 1 epizód             |
| 2005                 | A horror mesterei                           | Masters of Horror                         | Dana                         | Sonja Bennett           | 1 epizód             |
| 2005                 | A horror mesterei                           | Masters of Horror                         | Annie                        | Zara Taylor             | 1 epizód             |
| 2005                 | Kövér színésznő                             | Fat Actress                               | Kevyn Shecket                | Rachael Harris          | 7 epizód             |
| 2005                 | Magánügyek                                  | Close to Home                             | Maureen Scofield             | Kimberly Elise          | 2 epizód             |
| 2005                 | Odaát                                       | Supernatural                              | Haley Collins                | Gina Holden             | 1 epizód             |
| 2005                 | Tru Calling – Az őrangyal                   | Tru Calling                               | Tru Davies                   | Eliza Dushku            | 6 epizód             |
| 2006                 | Lee szerint a világ                         | Serious                                   | Kate                         | Megan Dodds             | 1 epizód             |
| 2007                 | Totál Dráma Sziget                          | Total Drama Island                        | Courtney hangja              | Emilie-Claire Barlow    | 1 epizód             |
| 2008                 | A félelem maga                              | Fear Itself                               | Virginia                     | Mircea Monroe           | 1 epizód             |
| 2008                 | Kemény motorosok                            | Sons of Anarchy                           | Donna Winston                | Sprague Grayden         | 1 epizód             |
| 2009                 | Kockafejek                                  | The IT Crowd                              | Delina                       | Claudia Harrison        | 1 epizód             |
| 2010                 | Lépéselőnyben                               | Leverage                                  | Parker                       | Beth Riesgraf           | 1 epizód             |
| 2010–13              | The Walking Dead                            | The Walking Dead                          | Andrea Harrison              | Laurie Holden           | 10 epizód            |
| 2011                 | Szulejmán                                   | Muhtesem Yüzyil                           | Hatice szultána              | Selma Ergeç             | 1 epizód             |
| 2011                 | Tetthely                                    | Tatort                                    | Nadeshda Krusenstern         | Friederike Kempter      | 1 epizód             |
| 2011–16              | Fekete tükör                                | Black Mirror                              | Camilla                      | Jeany Spark             | 1 epizód             |
| 2011–16              | Fekete tükör                                | Black Mirror                              | Victoria Skillane            | Lenora Crichlow         | 1 epizód             |
| 2011–16              | Fekete tükör                                | Black Mirror                              | Sonja                        | Hannah John-Kamen       | 1 epizód             |
| 2010–13              | Amerikai Horror Story                       | American Horror Story                     | Nora Montgomery              | Lily Rabe               | 7 epizód             |
| 2010–13              | Amerikai Horror Story                       | American Horror Story                     | Mary Eunice McKee nővér      | Lily Rabe               | 10 epizód            |
| 2010–13              | Amerikai Horror Story                       | American Horror Story                     | Misty Day                    | Lily Rabe               | 3 epizód             |
| 2012                 | Igen, séf!                                  | Kukhnya                                   | Jelena Pavlovna              | Marina Mogilevskaya     | 1 epizód             |
| 2012                 | Mad Men – Reklámőrültek                     | Mad Men                                   | Betty Francis                | January Jones           | 4 epizód             |
| 2012                 | Szomszédok az űrből                         | The Neighbours                            | Jackie Joyner-Kersee         | Toks Olagundoye         | 1 epizód             |
| 2013                 | A Goldberg család                           | The Goldbergs                             | Beverly Goldberg             | Wendi McLendon-Covey    | 1 epizód             |
| 2013                 | Hello Ladies                                | Hello Ladies                              | Jessica                      | Christine Woods         | 1 epizód             |
| 2013                 | Kártyavár                                   | House of Cards                            | Christina Gallagher          | Kristen Connolly        | 1 epizód             |
| 2013                 | Vikingek                                    | Vikings                                   | Siggy Haraldson              | Jessalyn Gilsig         | 1 epizód             |
| 2013–14              | Rick és Morty                               | Rick and Morty                            | Melissa hangja               |                         | 1 epizód             |
| 2013–14              | Rick és Morty                               | Rick and Morty                            | Ma-Sha hangja                |                         | 1 epizód             |
| 2014                 | A titkok könyvtára                          | The Librarians                            | Eve Baird                    | Rebecca Romijn          | 2 epizód             |
| 2014                 | Zaklatók                                    | Stalker                                   | Amanda Taylor                | Elisabeth Röhm          | 1 epizód             |
| 2014–19              | Gázos páros                                 | You're the Worst                          | Becca Barbara                | Janet Varney            | 18 epizód            |
| 2015                 | Családom, darabokban                        | Life in Pieces                            | Bernadette                   | Stephnie Weir           | 1 epizód             |
| 2015                 | A galaxis őrzői                             | Guardians of the Galaxy                   | Gamora hangja                |                         | 1 epizód             |
| 2015                 | Hamis zászló                                | Kfulim                                    | Asia Brinditch               | Ania Bukstein           | 1 epizód             |
| 2015                 | Kúria                                       | Another Period                            | Fotelle                      | Christina Hendricks     | 5 epizód             |
| 2016                 | Az Amazonas aranya                          | Guyane                                    | Nathalie                     | Anne Suarez             | 1 epizód             |
| 2016                 | Angie Tribeca                               | Angie Tribeca                             | Abigail Liukin               | Mary McCormack          | 2 epizód             |
| 2016                 | Angie Tribeca                               | Angie Tribeca                             | Barton nővér                 | Melanie Hutsell         | 1 epizód             |
| 2016                 | Angie Tribeca                               | Angie Tribeca                             | Fran Tabuto                  | Julie Dove              | 1 epizód             |
| 2016                 | Bosszú vagy szerelem                        | Cesur Ve Güzel                            | Hülja                        | Zeynep Kiziltan         | 1 epizód             |
| 2016                 | Candice Renoir                              | Candice Renoir                            | Roberto húga                 |                         | 1 epizód             |
| 2016                 | A holnap legendái                           | Legends of Tomorrow                       | Felicity Smoak               | Emily Bett Rickards     | 1 epizód             |
| 2016                 | A jóslás urai                               | Shut Eye                                  | Dr. Nora White               | Susan Misner            | 1 epizód             |
| 2016                 | A múlt fogságában                           | Game of Silence                           | Jessie West                  | Bre Blair               | 1 epizód             |
| 2016                 | Stan Lee: A szerencse ára                   | Stan Lee's Lucky Man                      | Lily-Anne Lau                | Jing Lusi               | 1 epizód             |
| 2016–17              | Ki*zgatóhelyettesek                         | Vice Principals                           | Gale Liptrapp                | Busy Philipps           | 8 epizód             |
| 2016–22              | A korona                                    | The Crown                                 | Erzsébet királynő            | Claire Foy              | 3 epizód             |
| 2016–18              | Baron Noir                                  | Baron Noir                                | Léa Ziegler                  | Barbara Grau            | 6 epizód             |
| 2017                 | 104-es szoba                                | Room 104                                  | Rayna                        | Keta Meggett            | 1 epizód             |
| 2017                 | Alpesi őrjárat                              | Un passo dal cielo                        | Cristina Fabricetti          | Alice Torriani          | 1 epizód             |
| 2017                 | Babilon Berlin                              | Babylon Berlin                            | Helga Rath hangja            | Hannah Herzsprung       | 1 epizód             |
| 2017                 | Brill                                       | Brill                                     | Jane                         | Katie Ryan              | 1 epizód             |
| 2017                 | Britannia                                   | Britannia                                 | Kerra                        | Kelly Reilly            | 1 epizód             |
| 2017                 | Embertelenek                                | Inhumans                                  | Medúza                       | Serinda Swan            | 8 epizód             |
| 2017                 | Emerald City                                | Emerald City                              | West                         | Ana Ularu               | 1 epizód             |
| 2017                 | Ghosted – Parás páros                       | Ghosted                                   | Ava Lafrey                   | Ally Walker             | 4 epizód             |
| 2017                 | Hősakadémia                                 | Boku no Hero Academia                     | Éjfél / Kajama Nemuri hangja |                         | 1 epizód             |
| 2017                 | Az ifjú Sheldon                             | Young Sheldon                             | Mary                         | Zoe Perry               | 1 epizód             |
| 2017                 | Lőpor                                       | Gunpowder                                 | Anne Vaux                    | Liv Tyler               | 3 epizód             |
| 2017–20              | A Grace klinika                             | Grey's Anatomy                            | Dr. Maggie Pierce            | Kelly McCreary          | 5 epizód             |
| 2018                 | A Hill-ház szelleme                         | The Haunting of Hill House                | Theodora Crain               | Kate Siegel             | 1 epizód             |
| 2018                 | Te                                          | You                                       | Karen Minty                  | Natalie Paul            | 2 epizód             |
| 2018                 | Utódlás                                     | Succession                                | Rava Roy                     | Natalie Gold            | 1 epizód             |
| 2018–21              | Lost in Space – Elveszve az űrben           | Lost in Space                             | June Harris / Dr. Smith      | Parker Posey            | 6 epizód             |
| 2018–21              | A védőügyvéd                                | Chylka                                    | Joanna Chylka                | Magdalena Cielecka      | 9 epizód             |
| 2018–20              | A sötétség titkai                           | Into the Dark                             | Frankie                      | Michelle Haro           | 1 epizód             |
| 2018–20              | A sötétség titkai                           | Into the Dark                             | Jenny                        | Tina Majorino           | 1 epizód             |
| 2018–20              | A sötétség titkai                           | Into the Dark                             | Ms Fuentes                   | Tatiana Carr            | 1 epizód             |
| 2019                 | A 22-es csapdája                            | Catch-22                                  | Duckett nővér                | Tessa Ferrer            | 5 epizód             |
| 2019                 | Az Esernyő Akadémia                         | The Umbrella Academy                      | Grace                        | Jordan Claire Robbins   | 1 epizód             |
| 2019                 | Gauko, a dinó lány                          | Dino Girl Gauko                           | Erika hangja                 |                         | 1 epizód             |
| 2019                 | Jett                                        | Jett                                      | Helen                        | Rya Kihlstedt           | 3 epizód             |
| 2019                 | Kísérőzene                                  | Soundtrack                                | Gigi Dumont                  | Megan Ferguson          | 1 epizód             |
| 2019                 | Mocsárlény: A sorozat                       | Swamp Thing                               | Liz Tremayne                 | Maria Sten              | 1 epizód             |
| 2019                 | Mr. Whiskey                                 | Whiskey Cavalier                          | Frankie Trowbridge           | Lauren Cohan            | 6 epizód             |
| 2019                 | A Sötét Kristály – Az ellenállás kora       | The Dark Crystal: Age of Resistance       | gyűjtő hangja                | Awkwafina               | 1 epizód             |
| 2019                 | Tíz ember a szigeten                        | The I-Land                                | K.C.                         | Kate Bosworth           | 1 epizód             |
| 2019                 | Vaják                                       | The Witcher                               | Marites                      | Lu Corfield             | 1 epizód             |
| 2019–23              | A Mandalóri                                 | The Mandalorian                           | a páncélkészítő              | Emily Swallow           | 4 epizód             |
| 2020                 | Avenue 5                                    | Avenue 5                                  | Mia                          | Jessica St. Clair       | 1 epizód             |
| 2020                 | A Bly-udvarház szelleme                     | The Haunting of Bly Manor                 | Viola                        | Kate Siegel             | 1 epizód             |
| 2020                 | Devs                                        | Devs                                      | Katie                        | Alison Pill             | 8 epizód             |
| 2020                 | Mrs. America                                | Mrs. America                              | Alice Macray                 | Sarah Paulson           | 9 epizód             |
| 2020                 | Perry Mason                                 | Perry Mason                               | Emily Dodson                 | Gayle Rankin            | 2 epizód             |
| 2020                 | Profilozók                                  | Profilage                                 | Audrey                       | Alexandra Ansidei       | 1 epizód             |
| 2020                 | Űrhadosztály                                | Space Force                               | Angela Ali                   | Tawny Newsome           | 1 epizód             |
| 2020                 | Vadászok                                    | Hunters                                   | Harriet nővér                | Kate Mulvany            | 1 epizód             |
| 2021                 | Cápakutyi                                   | Sharkdog                                  | anya hangja                  |                         | 1 epizód             |
| 2021                 | Nagynéném, a partiarc                       | Chicago Party Aunt                        | Bonnie hangja                | Jill Talley             | 1 epizód             |
| 2021                 | Testvérek                                   | Kardeşlerim                               | Nebahat Atakul               | Simge Selçuk            | 3 epizód             |
| 2021–23              | Mi lenne, ha…?                              | What If...?                               | Gamora hangja                | Cynthia Kaye McWilliams | 2 epizód             |
| 2022                 | 1923                                        | 1923                                      | Emma Dutton                  | Marley Shelton          | 1 epizód             |
| 2022                 | Alfahímek                                   | Machos Alfa                               | Carmen                       | Silvia Marty            | 1 epizód             |
| 2022                 | Boba Fett könyve                            | The Book of Boba Fett                     | a páncélkészítő              | Emily Swallow           | 1 epizód             |
| 2022                 | Az Elon Musk Show                           | The Elon Musk Show                        | narrátor hangja              | Kate Fleetwood          | 3 epizód             |
| 2022                 | García!                                     | García!                                   | Margaréta                    |                         | 1 epizód             |
| 2022                 | Egy hosszú éjszaka                          | La noche más larga                        | feleség                      | Paula García Sabio      | 1 epizód             |
| 2022                 | Kísérleti alanyok                           | The Imperfects                            | Isabel Finch                 | Kyra Zagorsky           | 1 epizód             |
| 2022                 | A megfigyelő                                | The Watcher                               | Stephanie                    | Alli Brown              | 1 epizód             |
| 2022                 | Milliárdok nyomában                         | Billions                                  | Andy Salter                  | Piper Perabo            | 1 epizód             |
| 2022                 | Pokoli nyaralás                             | Crossfire                                 | Jo Cross                     | Keeley Hawes            | 4 epizód             |
| 2022                 | Szexbolygó Cara Delevingne-nel              | Planet Sex with Cara Delevingne           | Lola Jean, szexoktató        |                         | 1 epizód             |
| 2022                 | Szexbolygó Cara Delevingne-nel              | Planet Sex with Cara Delevingne           | Erika Lust, pornófilmrendező |                         | 1 epizód             |
| 2022                 | Tales of the Walking Dead                   | Tales of the Walking Dead                 | Sandra                       | Kersti Bryan            | 1 epizód             |
| 2022                 | Tekken: Vérvonal                            | Tekken: Bloodline                         | Dzsun Kazama hangja          |                         | 5 epizód             |
| 2022                 | Vörös Rózsa                                 | Red Rose                                  | Rachel Davis                 | Natalie Gavin           | 1 epizód             |
| 2023                 | A diplomata                                 | The Diplomat                              | Kate Wyler nagykövet         | Keri Russell            | 1 epizód             |
| 2023                 | The Last of Us                              | The Last of Us                            | Theresa "Tess" Servopoulos   | Anna Torv               | 3 epizód             |
| 2023                 | Az Usher-ház bukása                         | The Fall of the House of Usher            | Camille L'Espanaye           | Kate Siegel             | 1 epizód             |
| 2023–24              | Az elnökjelölt                              | En route                                  | Corinne Douanier             | Marina Foïs             | 2 epizód             |
| 2023–24              | Igaz történet alapján                       | Based on a True Story                     | Rochelle Lipinski            | Jessica St. Clair       | 7 epizód             |
| 2024                 | A 3-test-probléma                           | 3 Body Problem                            | Vera Ye                      | Vedette Lim             | 1 epizód             |
| 2024                 | Bármit, csak ezt ne                         | Nobody Wants This                         | Morgan                       | Justine Lupe            | 1 epizód             |
| 2024                 | Halott Fiúk Nyomozóiroda                    | Dead Boy Detectives                       | Esther Finch                 | Jenn Lyon               | 1 epizód             |
| 2024                 | Az Igazság Ligája: Végtelen Világok Válsága | Justice League: Crisis on Infinite Earths | Csodanő                      | Stana Katić             | 2 epizód             |
| 2024                 | Különc Kommandó                             | Creature Commandos                        | Aisla MacPherson hangja      | Stephanie Beatriz       | 2 epizód             |
| 2024                 | Robbanó cicák                               | Exploding Kittens                         | Abbie hangja                 | Suzy Nakamura           | 1 epizód             |
| 2025                 | A rezidencia                                | The Residence                             | Lilly                        | Molly Griggs            | 4 epizód             |
| 2025                 | Vészhelyzet Pittsburghben                   | The Pitt                                  | Dana Evans                   | Katherine LaNasa        | 2 epizód             |